# Список эпизодов телесериала «Доктор Кто»

Логотип сериала с 2023 года.

Ниже приведён список эпизодов британского научно-фантастического телесериала «Доктор Кто».
«Доктор Кто» — самый продолжительный научно-фантастический телесериал в мире. По состоянию на 31 мая 2025 года сериал содержит в себе 41 сезон и 892 эпизода (включая спецвыпуски и телевизионный фильм 1996 года), объединяемых в 319 историй. К тому же, существуют мини-эпизоды, мультфильмы и видеоигры.
Первоначально сериал транслировался с 23 ноября 1963 года по 6 декабря 1989 года. Эпизоды объединялись в общие сюжетные арки (истории) с единым названием. Каждый эпизод длился примерно 25 минут. На протяжении первых двух сезонов и 8 эпизодов 3-го сезона каждому эпизоду давалось отдельное название, но начиная с «Дикарей» (1966) собственные названия имели только истории.
В связи с действовавшим соглашением с профсоюзом британских актёров, который запрещал делать повторы программ по несколько раз, а также из-за отсутствия у Би-би-си практики архивации многие эпизоды из 1960-х годов были стёрты в 1970-е годы и оказались утерянными. Однако сохранились аудиодорожки каждого эпизода. Существуют реконструкции с использованием архивных кадров и фотографий, а для некоторых эпизодов — в виде анимации.
В 1996 году был выпущен телефильм, а в 2005 году сериал был возобновлён. Длина эпизодов увеличилась с 25 минут до 45—50, началось использование нового широкоэкранного формата 16:9. Большая часть эпизодов стала представлять отдельные истории. С 2005 года почти каждый год выходят рождественские или новогодние специальные выпуски. 

## Краткий обзор сезонов
Ссылки с номерами Докторов и номерами сезонов ведут на соответствующие разделы статьи. В статистике учитываются истории и эпизоды, если истории имеют свой порядковый номер. Количество сезонов, историй и эпизодов указано по состоянию на 31 мая 2025 года.
| Доктор                             | Доктор               | Сезоны                     | Историй          | Эпизодов         | Первая премьера  | Последняя премьера |
| Классическая эра                   | Классическая эра     | Классическая эра           | Классическая эра | Классическая эра | Классическая эра | Классическая эра   |
| ---------------------------------- | -------------------- | -------------------------- | ---------------- | ---------------- | ---------------- | ------------------ |
|                                    | Первый Доктор        | 1, 2, 3, 4                 | 29               | 134              | 23 ноября 1963   | 29 октября 1966    |
|                                    | Второй Доктор        | 4, 5, 6                    | 21               | 119              | 5 ноября 1966    | 21 июня 1969       |
|                                    | Третий Доктор        | 7, 8, 9, 10, 11            | 24               | 128              | 3 января 1970    | 8 июня 1974        |
|                                    | Четвёртый Доктор     | 12, 13, 14, 15, 16, 17, 18 | 41               | 172              | 28 декабря 1974  | 21 марта 1981      |
|                                    | Пятый Доктор         | 19, 20, 21                 | 20               | 69               | 4 января 1982    | 16 марта 1984      |
|                                    | Шестой Доктор        | 21, 22, 23                 | 8                | 31               | 22 марта 1984    | 6 декабря 1986     |
|                                    | Седьмой Доктор       | 24, 25, 26                 | 12               | 42               | 7 сентября 1987  | 6 декабря 1989     |
| Фильм                              |                      |                            |                  |                  |                  |                    |
|                                    | Восьмой Доктор       | фильм                      | 1                | 1                | 12 мая 1996      | 12 мая 1996        |
| Возрождённая эра                   |                      |                            |                  |                  |                  |                    |
|                                    | Девятый Доктор       | 1                          | 10               | 13               | 26 марта 2005    | 18 июня 2005       |
|                                    | Десятый Доктор       | 2, 3, 4                    | 36               | 47               | 25 декабря 2005  | 1 января 2010      |
|                                    | Одиннадцатый Доктор  | 5, 6, 7                    | 39               | 44               | 3 апреля 2010    | 25 декабря 2013    |
|                                    | Двенадцатый Доктор   | 8, 9, 10                   | 35               | 40               | 23 августа 2014  | 25 декабря 2017    |
|                                    | Тринадцатый Доктор   | 11, 12, 13                 | 24               | 31               | 7 октября 2018   | 23 октября 2022    |
|                                    | Четырнадцатый Доктор | спецвыпуски                | 3                | 3                | 25 ноября 2023   | 9 декабря 2023     |
|                                    | Пятнадцатый Доктор   | 14, 15                     | 16               | 18               | 25 декабря 2023  | 31 мая 2025        |
| Всего                              | Всего                | 41 сезон                   | 319              | 892              |                  |                    |
| #См. также • #Примечания • #Ссылки |                      |                            |                  |                  |                  |                    |

1. ↑  Первый Доктор был только в первых двух историях сезона, после чего его сменил Второй Доктор.
2. ↑  Из них 44 эпизода утеряны.
3. ↑  Из них 53 эпизода утеряны.
4. ↑  Пятый Доктор регенерировал в шестой истории сезона, и Шестой Доктор был в главной роли только в последней истории сезона — «Дилемма близнецов».

К сериям можно перейти, добавив в адресной строке после названия страницы «#epXXX», где XXX — номер серии, например: [[Список серий телесериала «Доктор Кто»#ep200]] ведёт к серии «Планета мёртвых».

## Первый Доктор
Первого Доктора сыграл Уильям Хартнелл. Он оставался Доктором в течение трёх сезонов и в начале четвёртого сезона. Но в связи с проблемами со здоровьем он решил покинуть сериал, и его персонаж регенерировал в начале четвёртого сезона во Второго Доктора.

### Сезон 1 (1963—1964)
Продюсером была Верити Ламберт, Дэвид Уитакер — редактором текста. Спутников Доктора играли Кэрол Энн Форд, Уильям Расселл и Жаклин Хилл в ролях внучки Доктора Сьюзан Форман и её учителей Иэна Честертона и Барбары Райт.
Сезон имеет 9 утраченных эпизодов: все 7 эпизодов истории «Марко Поло» и 2 эпизода в истории «Господство террора».
| Номер истории | Номер истории в сезоне | Название истории                              | Название эпизода                                      | Режиссёр                      | Сценарист                                                 | Зрителей (млн) | Индекс оценки (из 100) | Дата выхода в эфир | Произв. код |
| ------------- | ---------------------- | --------------------------------------------- | ----------------------------------------------------- | ----------------------------- | --------------------------------------------------------- | -------------- | ---------------------- | ------------------ | ----------- |
| 1             | 1                      | «Неземное дитя» «An Unearthly Child»          | «Неземное дитя» «An Unearthly Child»                  | Уорис Хуссейн                 | Энтони Коберн С. Э. Уэббер (эпизод 1, в титрах не указан) | 4,4            | 63                     | 23 ноября 1963     | А           |
| 1             | 1                      | «Неземное дитя» «An Unearthly Child»          | «Пещера черепов» «The Cave of Skulls»                 | Уорис Хуссейн                 | Энтони Коберн С. Э. Уэббер (эпизод 1, в титрах не указан) | 5,9            | 59                     | 30 ноября 1963     | А           |
| 1             | 1                      | «Неземное дитя» «An Unearthly Child»          | «Лес страха» «The Forest of Fear»                     | Уорис Хуссейн                 | Энтони Коберн С. Э. Уэббер (эпизод 1, в титрах не указан) | 6,9            | 56                     | 7 декабря 1963     | А           |
| 1             | 1                      | «Неземное дитя» «An Unearthly Child»          | «Создатель огня» «The Firemaker»                      | Уорис Хуссейн                 | Энтони Коберн С. Э. Уэббер (эпизод 1, в титрах не указан) | 6,4            | 55                     | 14 декабря 1963    | А           |
| 2             | 2                      | «Далеки» «The Daleks»                         | «Мёртвая планета» «The Dead Planet»                   | Кристофер Бэрри Ричард Мартин | Терри Нейшн                                               | 6,9            | 59                     | 21 декабря 1963    | B           |
| 2             | 2                      | «Далеки» «The Daleks»                         | «Уцелевшие» «The Survivors»                           | Кристофер Бэрри Ричард Мартин | Терри Нейшн                                               | 6,4            | 58                     | 28 декабря 1963    | B           |
| 2             | 2                      | «Далеки» «The Daleks»                         | «Побег» «The Escape»                                  | Кристофер Бэрри Ричард Мартин | Терри Нейшн                                               | 8,9            | 62                     | 4 января 1964      | B           |
| 2             | 2                      | «Далеки» «The Daleks»                         | «Засада» «The Ambush»                                 | Кристофер Бэрри Ричард Мартин | Терри Нейшн                                               | 9,9            | 63                     | 11 января 1964     | B           |
| 2             | 2                      | «Далеки» «The Daleks»                         | «Экспедиция» «The Expedition»                         | Кристофер Бэрри Ричард Мартин | Терри Нейшн                                               | 9,9            | 63                     | 18 января 1964     | B           |
| 2             | 2                      | «Далеки» «The Daleks»                         | «Испытание» «The Ordeal»                              | Кристофер Бэрри Ричард Мартин | Терри Нейшн                                               | 10,4           | 63                     | 25 января 1964     | B           |
| 2             | 2                      | «Далеки» «The Daleks»                         | «Спасение» «The Rescue»                               | Кристофер Бэрри Ричард Мартин | Терри Нейшн                                               | 10,4           | 65                     | 1 февраля 1964     | B           |
| 3             | 3                      | «Грань уничтожения» «The Edge of Destruction» | «Грань уничтожения» «The Edge of Destruction»         | Ричард Мартин Фрэнк Кокс      | Дэвид Уитакер                                             | 10,4           | 61                     | 8 февраля 1964     | C           |
| 3             | 3                      | «Грань уничтожения» «The Edge of Destruction» | «Край бедствия» «The Brink of Disaster»               | Ричард Мартин Фрэнк Кокс      | Дэвид Уитакер                                             | 9,9            | 60                     | 15 февраля 1964    | C           |
| 4             | 4                      | «Марко Поло» «Marco Polo»                     | «Крыша мира» «The Roof of the World»                  | Уорис Хуссейн Джон Крокетт    | Джон Лукаротти                                            | 9,4            | 63                     | 22 февраля 1964    | D           |
| 4             | 4                      | «Марко Поло» «Marco Polo»                     | «Поющие пески» «The Singing Sands»                    | Уорис Хуссейн Джон Крокетт    | Джон Лукаротти                                            | 9,4            | 62                     | 29 февраля 1964    | D           |
| 4             | 4                      | «Марко Поло» «Marco Polo»                     | «Пять сотен глаз» «Five Hundred Eyes»                 | Уорис Хуссейн Джон Крокетт    | Джон Лукаротти                                            | 9,4            | 62                     | 7 марта 1964       | D           |
| 4             | 4                      | «Марко Поло» «Marco Polo»                     | «Стена лжи» «The Wall of Lies»                        | Уорис Хуссейн Джон Крокетт    | Джон Лукаротти                                            | 9,9            | 60                     | 14 марта 1964      | D           |
| 4             | 4                      | «Марко Поло» «Marco Polo»                     | «Всадник из Шанду» «Rider from Shang-Tu»              | Уорис Хуссейн Джон Крокетт    | Джон Лукаротти                                            | 9,4            | 59                     | 21 марта 1964      | D           |
| 4             | 4                      | «Марко Поло» «Marco Polo»                     | «Могучий хан Хубилай» «Mighty Kublai Khan»            | Уорис Хуссейн Джон Крокетт    | Джон Лукаротти                                            | 8,4            | 59                     | 28 марта 1964      | D           |
| 4             | 4                      | «Марко Поло» «Marco Polo»                     | «Убийца в Пекине» «Assassin at Peking»                | Уорис Хуссейн Джон Крокетт    | Джон Лукаротти                                            | 10,4           | 59                     | 4 апреля 1964      | D           |
| 5             | 5                      | «Ключи Маринуса» «The Keys of Marinus»        | «Море смерти» «The Sea of Death»                      | Джон Горри                    | Терри Нейшн                                               | 9,9            | 62                     | 11 апреля 1964     | E           |
| 5             | 5                      | «Ключи Маринуса» «The Keys of Marinus»        | «Бархатная сеть» «The Velvet Web»                     | Джон Горри                    | Терри Нейшн                                               | 9,4            | 60                     | 18 апреля 1964     | E           |
| 5             | 5                      | «Ключи Маринуса» «The Keys of Marinus»        | «Кричащие джунгли» «The Screaming Jungle»             | Джон Горри                    | Терри Нейшн                                               | 9,9            | 61                     | 25 апреля 1964     | E           |
| 5             | 5                      | «Ключи Маринуса» «The Keys of Marinus»        | «Снега ужаса» «The Snows of Terror»                   | Джон Горри                    | Терри Нейшн                                               | 10,4           | 60                     | 2 мая 1964         | E           |
| 5             | 5                      | «Ключи Маринуса» «The Keys of Marinus»        | «Смертельный приговор» «Sentence of Death»            | Джон Горри                    | Терри Нейшн                                               | 7,9            | 61                     | 9 мая 1964         | E           |
| 5             | 5                      | «Ключи Маринуса» «The Keys of Marinus»        | «Ключи Маринуса» «The Keys of Marinus»                | Джон Горри                    | Терри Нейшн                                               | 6,9            | 63                     | 16 мая 1964        | E           |
| 6             | 6                      | «Ацтеки» «The Aztecs»                         | «Храм зла» «The Temple of Evil»                       | Джон Крокетт                  | Джон Лукаротти                                            | 7,4            | 62                     | 23 мая 1964        | F           |
| 6             | 6                      | «Ацтеки» «The Aztecs»                         | «Воины смерти» «The Warriors of Death»                | Джон Крокетт                  | Джон Лукаротти                                            | 7,4            | 62                     | 30 мая 1964        | F           |
| 6             | 6                      | «Ацтеки» «The Aztecs»                         | «Невеста жертвоприношения» «The Bride of Sacrifice»   | Джон Крокетт                  | Джон Лукаротти                                            | 7,9            | 57                     | 6 июня 1964        | F           |
| 6             | 6                      | «Ацтеки» «The Aztecs»                         | «День темноты» «The Day of Darkness»                  | Джон Крокетт                  | Джон Лукаротти                                            | 7,4            | 58                     | 13 июня 1964       | F           |
| 7             | 7                      | «Сенсориты» «The Sensorites»                  | «Незнакомцы в космосе» «Strangers in Space»           | Мервин Пинфилд Фрэнк Кокс     | Питер Р. Ньюман                                           | 7,9            | 59                     | 20 июня 1964       | G           |
| 7             | 7                      | «Сенсориты» «The Sensorites»                  | «Воины против воли» «The Unwilling Warriors»          | Мервин Пинфилд Фрэнк Кокс     | Питер Р. Ньюман                                           | 6,9            | 59                     | 27 июня 1964       | G           |
| 7             | 7                      | «Сенсориты» «The Sensorites»                  | «Скрытая опасность» «Hidden Danger»                   | Мервин Пинфилд Фрэнк Кокс     | Питер Р. Ньюман                                           | 7,4            | 56                     | 11 июля 1964       | G           |
| 7             | 7                      | «Сенсориты» «The Sensorites»                  | «Наперегонки со смертью» «A Race Against Death»       | Мервин Пинфилд Фрэнк Кокс     | Питер Р. Ньюман                                           | 5,5            | 60                     | 18 июля 1964       | G           |
| 7             | 7                      | «Сенсориты» «The Sensorites»                  | «Похищение» «Kidnap»                                  | Мервин Пинфилд Фрэнк Кокс     | Питер Р. Ньюман                                           | 6,9            | 57                     | 25 июля 1964       | G           |
| 7             | 7                      | «Сенсориты» «The Sensorites»                  | «Отчаянное предприятие» «A Desperate Venture»         | Мервин Пинфилд Фрэнк Кокс     | Питер Р. Ньюман                                           | 6,9            | 57                     | 1 августа 1964     | G           |
| 8             | 8                      | «Господство террора» «The Reign of Terror»    | «Земля страха» «A Land of Fear»                       | Хенрик Хирш                   | Деннис Спунер                                             | 6,9            | 58                     | 8 августа 1964     | H           |
| 8             | 8                      | «Господство террора» «The Reign of Terror»    | «Гости мадам Гильотины» «Guests of Madame Guillotine» | Хенрик Хирш                   | Деннис Спунер                                             | 6,9            | 54                     | 15 августа 1964    | H           |
| 8             | 8                      | «Господство террора» «The Reign of Terror»    | «Изменение личности» «A Change of Identity»           | Хенрик Хирш                   | Деннис Спунер                                             | 6,9            | 55                     | 22 августа 1964    | H           |
| 8             | 8                      | «Господство террора» «The Reign of Terror»    | «Французский тиран» «The Tyrant of France»            | Хенрик Хирш                   | Деннис Спунер                                             | 6,4            | 53                     | 29 августа 1964    | H           |
| 8             | 8                      | «Господство террора» «The Reign of Terror»    | «Необходимая сделка» «A Bargain of Necessity»         | Хенрик Хирш                   | Деннис Спунер                                             | 6,9            | 53                     | 5 сентября 1964    | H           |
| 8             | 8                      | «Господство террора» «The Reign of Terror»    | «Пленники Консьержери» «Prisoners of Conciergerie»    | Хенрик Хирш                   | Деннис Спунер                                             | 6,4            | 55                     | 12 сентября 1964   | H           |

### Сезон 2 (1964—1965)
Деннис Спунер заменил Дэвида Уитакера на посту редактора текста после серии «Вторжение далеков на Землю» и работал над всеми историями сезона, кроме «Вмешивающийся во время».
Сезон имеет 2 утраченных эпизода, которые принадлежат серии «Крестовый поход».
| Номер истории | Номер истории в сезоне | Название истории                                           | Название эпизода                                  | Режиссёр                      | Сценарист     | Зрителей (млн) | Индекс оценки (из 100) | Дата выхода в эфир | Произв. код |
| ------------- | ---------------------- | ---------------------------------------------------------- | ------------------------------------------------- | ----------------------------- | ------------- | -------------- | ---------------------- | ------------------ | ----------- |
| 9             | 1                      | «Планета гигантов» «Planet of Giants»                      | «Планета гигантов» «Planet of Giants»             | Мервин Пинфилд Дуглас Кэмфилд | Луи Маркс     | 8,4            | 57                     | 31 октября 1964    | J           |
| 9             | 1                      | «Планета гигантов» «Planet of Giants»                      | «Опасное путешествие» «Dangerous Journey»         | Мервин Пинфилд Дуглас Кэмфилд | Луи Маркс     | 8,4            | 58                     | 7 ноября 1964      | J           |
| 9             | 1                      | «Планета гигантов» «Planet of Giants»                      | «Кризис» «Crisis»                                 | Мервин Пинфилд Дуглас Кэмфилд | Луи Маркс     | 8,9            | 59                     | 14 ноября 1964     | J           |
| 10            | 2                      | «Вторжение далеков на Землю» «The Dalek Invasion of Earth» | «Конец света» «World's End»                       | Ричард Мартин                 | Терри Нейшн   | 11,4           | 63                     | 21 ноября 1964     | K           |
| 10            | 2                      | «Вторжение далеков на Землю» «The Dalek Invasion of Earth» | «Далеки» «The Daleks»                             | Ричард Мартин                 | Терри Нейшн   | 12,4           | 59                     | 28 ноября 1964     | K           |
| 10            | 2                      | «Вторжение далеков на Землю» «The Dalek Invasion of Earth» | «День расплаты» «Day of Reckoning»                | Ричард Мартин                 | Терри Нейшн   | 11,9           | 59                     | 5 декабря 1964     | K           |
| 10            | 2                      | «Вторжение далеков на Землю» «The Dalek Invasion of Earth» | «Конец завтрашнего дня» «The End of Tomorrow»     | Ричард Мартин                 | Терри Нейшн   | 11,9           | 59                     | 12 декабря 1964    | K           |
| 10            | 2                      | «Вторжение далеков на Землю» «The Dalek Invasion of Earth» | «Пробужденный союзник» «The Waking Ally»          | Ричард Мартин                 | Терри Нейшн   | 11,4           | 58                     | 19 декабря 1964    | K           |
| 10            | 2                      | «Вторжение далеков на Землю» «The Dalek Invasion of Earth» | «Точка воспламенения» «Flashpoint»                | Ричард Мартин                 | Терри Нейшн   | 12,4           | 60                     | 26 декабря 1964    | K           |
| 11            | 3                      | «Спасение» «The Rescue»                                    | «Могущественный враг» «The Powerful Enemy»        | Кристофер Бэрри               | Дэвид Уитакер | 12             | 57                     | 2 января 1965      | L           |
| 11            | 3                      | «Спасение» «The Rescue»                                    | «Отчаянные меры» «Desperate Measures»             | Кристофер Бэрри               | Дэвид Уитакер | 13             | 59                     | 9 января 1965      | L           |
| 12            | 4                      | «Римляне» «The Romans»                                     | «Работорговцы» «The Slave Traders»                | Кристофер Бэрри               | Деннис Спунер | 13             | 53                     | 16 января 1965     | M           |
| 12            | 4                      | «Римляне» «The Romans»                                     | «Все дороги ведут в Рим» «All Roads Lead to Rome» | Кристофер Бэрри               | Деннис Спунер | 11,5           | 51                     | 23 января 1965     | M           |
| 12            | 4                      | «Римляне» «The Romans»                                     | «Заговор» «Conspiracy»                            | Кристофер Бэрри               | Деннис Спунер | 10             | 50                     | 30 января 1965     | M           |
| 12            | 4                      | «Римляне» «The Romans»                                     | «Инферно» «Inferno»                               | Кристофер Бэрри               | Деннис Спунер | 12             | 50                     | 6 февраля 1965     | M           |
| 13            | 5                      | «Планета-сеть» «The Web Planet»                            | «Планета-сеть» «The Web Planet»                   | Ричард Мартин                 | Билл Страттон | 13,5           | 56                     | 13 февраля 1965    | N           |
| 13            | 5                      | «Планета-сеть» «The Web Planet»                            | «Зарби» «The Zarbi»                               | Ричард Мартин                 | Билл Страттон | 12,5           | 53                     | 20 февраля 1965    | N           |
| 13            | 5                      | «Планета-сеть» «The Web Planet»                            | «Бегство от опасности» «Escape to Danger»         | Ричард Мартин                 | Билл Страттон | 12,5           | 53                     | 27 февраля 1965    | N           |
| 13            | 5                      | «Планета-сеть» «The Web Planet»                            | «Кратер игл» «Crater of Needles»                  | Ричард Мартин                 | Билл Страттон | 13             | 49                     | 6 марта 1965       | N           |
| 13            | 5                      | «Планета-сеть» «The Web Planet»                            | «Вторжение» «Invasion»                            | Ричард Мартин                 | Билл Страттон | 12             | 48                     | 13 марта 1965      | N           |
| 13            | 5                      | «Планета-сеть» «The Web Planet»                            | «Центр» «The Centre»                              | Ричард Мартин                 | Билл Страттон | 11,5           | 42                     | 20 марта 1965      | N           |
| 14            | 6                      | «Крестовый поход» «The Crusade»                            | «Лев» «The Lion»                                  | Дуглас Кэмфилд                | Дэвид Уитакер | 10,5           | 51                     | 27 марта 1965      | P           |
| 14            | 6                      | «Крестовый поход» «The Crusade»                            | «Рыцарь Яффы» «The Knight of Jaffa»               | Дуглас Кэмфилд                | Дэвид Уитакер | 8,5            | 50                     | 3 апреля 1965      | P           |
| 14            | 6                      | «Крестовый поход» «The Crusade»                            | «Колесо фортуны» «The Wheel of Fortune»           | Дуглас Кэмфилд                | Дэвид Уитакер | 9              | 49                     | 10 апреля 1965     | P           |
| 14            | 6                      | «Крестовый поход» «The Crusade»                            | «Военачальники» «The Warlords»                    | Дуглас Кэмфилд                | Дэвид Уитакер | 9,5            | 49                     | 17 апреля 1965     | P           |
| 15            | 7                      | «Космический музей» «The Space Museum»                     | «Космический музей» «The Space Museum»            | Мервин Пинфилд                | Глин Джонс    | 10,5           | 61                     | 24 апреля 1965     | Q           |
| 15            | 7                      | «Космический музей» «The Space Museum»                     | «Измерения времени» «The Dimensions of Time»      | Мервин Пинфилд                | Глин Джонс    | 9,2            | 53                     | 1 мая 1965         | Q           |
| 15            | 7                      | «Космический музей» «The Space Museum»                     | «Поиск» «The Search»                              | Мервин Пинфилд                | Глин Джонс    | 8,5            | 56                     | 8 мая 1965         | Q           |
| 15            | 7                      | «Космический музей» «The Space Museum»                     | «Конечная стадия» «The Final Phase»               | Мервин Пинфилд                | Глин Джонс    | 8,5            | 49                     | 15 мая 1965        | Q           |
| 16            | 8                      | «Погоня» «The Chase»                                       | «Палачи» «The Executioners»                       | Ричард Мартин                 | Терри Нейшн   | 10             | 57                     | 22 мая 1965        | R           |
| 16            | 8                      | «Погоня» «The Chase»                                       | «Смерть времени» «The Death of Time»              | Ричард Мартин                 | Терри Нейшн   | 9,5            | 56                     | 29 мая 1965        | R           |
| 16            | 8                      | «Погоня» «The Chase»                                       | «Полёт через вечность» «Flight Through Eternity»  | Ричард Мартин                 | Терри Нейшн   | 9              | 55                     | 5 июня 1965        | R           |
| 16            | 8                      | «Погоня» «The Chase»                                       | «Путешествие в террор» «Journey into Terror»      | Ричард Мартин                 | Терри Нейшн   | 9,5            | 54                     | 12 июня 1965       | R           |
| 16            | 8                      | «Погоня» «The Chase»                                       | «Смерть Доктора Кто» «The Death of Doctor Who»    | Ричард Мартин                 | Терри Нейшн   | 9              | 56                     | 19 июня 1965       | R           |
| 16            | 8                      | «Погоня» «The Chase»                                       | «Решающая планета» «The Planet of Decision»       | Ричард Мартин                 | Терри Нейшн   | 9,5            | 57                     | 26 июня 1965       | R           |
| 17            | 9                      | «Вмешивающийся во время» «The Time Meddler»                | «Наблюдатель» «The Watcher»                       | Дуглас Кэмфилд                | Деннис Спунер | 8,9            | 57                     | 3 июля 1965        | S           |
| 17            | 9                      | «Вмешивающийся во время» «The Time Meddler»                | «Вмешивающийся монах» «The Meddling Monk»         | Дуглас Кэмфилд                | Деннис Спунер | 8,8            | 49                     | 10 июля 1965       | S           |
| 17            | 9                      | «Вмешивающийся во время» «The Time Meddler»                | «Битва умов» «A Battle of Wits»                   | Дуглас Кэмфилд                | Деннис Спунер | 7,7            | 53                     | 17 июля 1965       | S           |
| 17            | 9                      | «Вмешивающийся во время» «The Time Meddler»                | «Поражение» «Checkmate»                           | Дуглас Кэмфилд                | Деннис Спунер | 8,3            | 54                     | 24 июля 1965       | S           |

### Сезон 3 (1965—1966)
Джон Уайлс стал новым продюсером вместо Верити Ламберт после серии «Миссия в неизвестное». Уайлс был заменён после «Ковчега» на Иннеса Ллойда. Дональд Тош стал редактором текста. После этого сезона каждому эпизоду перестали давать отдельное название.
| Номер истории | Номер истории в сезоне | Название истории                                     | Название эпизода                                                      | Режиссёр          | Сценарист                                       | Зрителей (млн)  | Индекс оценки (из 100) | Дата выхода в эфир                                | Произв. код |
| ------------- | ---------------------- | ---------------------------------------------------- | --------------------------------------------------------------------- | ----------------- | ----------------------------------------------- | --------------- | ---------------------- | ------------------------------------------------- | ----------- |
| 18            | 1                      | «Галактика 4» «Galaxy 4»                             | «Четыреста рассветов» «Four Hundred Dawns»                            | Дерек Мартинус    | Уильям Эммс                                     | 9               | 56                     | 11 сентября 1965                                  | T           |
| 18            | 1                      | «Галактика 4» «Galaxy 4»                             | «Стальная ловушка» «Trap of Steel»                                    | Дерек Мартинус    | Уильям Эммс                                     | 9,5             | 54                     | 18 сентября 1965                                  | T           |
| 18            | 1                      | «Галактика 4» «Galaxy 4»                             | «Воздушный шлюз» «Airlock»                                            | Дерек Мартинус    | Уильям Эммс                                     | 11,3            | 54                     | 25 сентября 1965                                  | T           |
| 18            | 1                      | «Галактика 4» «Galaxy 4»                             | «Взрывающаяся планета» «The Exploding Planet»                         | Дерек Мартинус    | Уильям Эммс                                     | 9,9             | 53                     | 2 октября 1965                                    | T           |
| 19            | 2                      | «Миссия в неизвестное» «Mission to the Unknown»      | 1 эпизод (утерян)                                                     | Дерек Мартинус    | Терри Нейшн                                     | 8,3             | 54                     | 9 октября 1965                                    | T/A         |
| 20            | 3                      | «Создатели мифов» «The Myth Makers»                  | «Храм тайн» «Temple of Secrets»                                       | Майкл Листон-Смит | Дональд Коттон                                  | 8,3             | 48                     | 16 октября 1965                                   | U           |
| 20            | 3                      | «Создатели мифов» «The Myth Makers»                  | «Маленький пророк, быстрое возвращение» «Small Prophet, Quick Return» | Майкл Листон-Смит | Дональд Коттон                                  | 8,1             | 51                     | 23 октября 1965                                   | U           |
| 20            | 3                      | «Создатели мифов» «The Myth Makers»                  | «Смерть шпиона» «Death of a Spy»                                      | Майкл Листон-Смит | Дональд Коттон                                  | 8,7             | 49                     | 30 октября 1965                                   | U           |
| 20            | 3                      | «Создатели мифов» «The Myth Makers»                  | «Конь разрушения» «Horse of Destruction»                              | Майкл Листон-Смит | Дональд Коттон                                  | 8,3             | 52                     | 6 ноября 1965                                     | U           |
| 21            | 4                      | «Генеральный план далеков» «The Daleks' Master Plan» | «Кошмар начинается» «The Nightmare Begins»                            | Дуглас Кэмфилд    | Терри Нейшн Деннис Спунер                       | 9,1             | 54                     | 13 ноября 1965                                    | V           |
| 21            | 4                      | «Генеральный план далеков» «The Daleks' Master Plan» | «День Армагеддона» «Day of Armageddon»                                | Дуглас Кэмфилд    | Терри Нейшн Деннис Спунер                       | 9,8             | 52                     | 20 ноября 1965                                    | V           |
| 21            | 4                      | «Генеральный план далеков» «The Daleks' Master Plan» | «Планета дьявола» «Devil's Planet»                                    | Дуглас Кэмфилд    | Терри Нейшн Деннис Спунер                       | 10,3            | 52                     | 27 ноября 1965                                    | V           |
| 21            | 4                      | «Генеральный план далеков» «The Daleks' Master Plan» | «Предатели» «The Traitors»                                            | Дуглас Кэмфилд    | Терри Нейшн Деннис Спунер                       | 9,5             | 51                     | 4 декабря 1965                                    | V           |
| 21            | 4                      | «Генеральный план далеков» «The Daleks' Master Plan» | «Встречный заговор» «Counter Plot»                                    | Дуглас Кэмфилд    | Терри Нейшн Деннис Спунер                       | 9,9             | 53                     | 11 декабря 1965                                   | V           |
| 21            | 4                      | «Генеральный план далеков» «The Daleks' Master Plan» | «Корона Солнца» «Coronas of the Sun»                                  | Дуглас Кэмфилд    | Терри Нейшн Деннис Спунер                       | 9,1             | 56                     | 18 декабря 1965                                   | V           |
| 21            | 4                      | «Генеральный план далеков» «The Daleks' Master Plan» | «Торжество Стивена» «The Feast of Steven»                             | Дуглас Кэмфилд    | Терри Нейшн Деннис Спунер                       | 7,9             | 39                     | 25 декабря 1965                                   | V           |
| 21            | 4                      | «Генеральный план далеков» «The Daleks' Master Plan» | «Вулкан» «Volcano»                                                    | Дуглас Кэмфилд    | Терри Нейшн Деннис Спунер                       | 9,6             | 49                     | 1 января 1966                                     | V           |
| 21            | 4                      | «Генеральный план далеков» «The Daleks' Master Plan» | «Золотая смерть» «Golden Death»                                       | Дуглас Кэмфилд    | Терри Нейшн Деннис Спунер                       | 9,2             | 52                     | 8 января 1966                                     | V           |
| 21            | 4                      | «Генеральный план далеков» «The Daleks' Master Plan» | «Переключатель побега» «Escape Switch»                                | Дуглас Кэмфилд    | Терри Нейшн Деннис Спунер                       | 9,5             | 50                     | 15 января 1966                                    | V           |
| 21            | 4                      | «Генеральный план далеков» «The Daleks' Master Plan» | «Потерянная планета» «The Abandoned Planet»                           | Дуглас Кэмфилд    | Терри Нейшн Деннис Спунер                       | 9,8             | 49                     | 22 января 1966                                    | V           |
| 21            | 4                      | «Генеральный план далеков» «The Daleks' Master Plan» | «Разрушение времени» «Destruction of Time»                            | Дуглас Кэмфилд    | Терри Нейшн Деннис Спунер                       | 8,6             | 57                     | 29 января 1966                                    | V           |
| 22            | 5                      | «Резня» «The Massacre»                               | «Война Бога» «War of God»                                             | Пэдди Расселл     | Джон Лукаротти Дональд Тош                      | 8               | 52                     | 5 февраля 1966                                    | W           |
| 22            | 5                      | «Резня» «The Massacre»                               | «Морская попрошайка» «The Sea Beggar»                                 | Пэдди Расселл     | Джон Лукаротти Дональд Тош                      | 6               | 52                     | 12 февраля 1966                                   | W           |
| 22            | 5                      | «Резня» «The Massacre»                               | «Священник смерти» «Priest of Death»                                  | Пэдди Расселл     | Джон Лукаротти Дональд Тош                      | 5,9             | 49                     | 19 февраля 1966                                   | W           |
| 22            | 5                      | «Резня» «The Massacre»                               | «Колокол судьбы» «Bell of Doom»                                       | Пэдди Расселл     | Джон Лукаротти Дональд Тош                      | 5,8             | 53                     | 26 февраля 1966                                   | W           |
| 23            | 6                      | «Ковчег» «The Ark»                                   | «Стальное небо» «The Steel Sky»                                       | Майкл Имисон      | Пол Эриксон Лесли Скотт                         | 5,5             | 55                     | 5 марта 1966                                      | X           |
| 23            | 6                      | «Ковчег» «The Ark»                                   | «Эпидемия» «The Plague»                                               | Майкл Имисон      | Пол Эриксон Лесли Скотт                         | 6,9             | 56                     | 12 марта 1966                                     | X           |
| 23            | 6                      | «Ковчег» «The Ark»                                   | «Возвращение» «The Return»                                            | Майкл Имисон      | Пол Эриксон Лесли Скотт                         | 6,2             | 51                     | 19 марта 1966                                     | X           |
| 23            | 6                      | «Ковчег» «The Ark»                                   | «Бомба» «The Bomb»                                                    | Майкл Имисон      | Пол Эриксон Лесли Скотт                         | 7,3             | 50                     | 26 марта 1966                                     | X           |
| 24            | 7                      | «Небесный игрушечник» «The Celestial Toymaker»       | «Небесная комната игрушек» «The Celestial Toyroom»                    | Билл Селларс      | Брайан Хэйлс Дональд Тош (в титрах не указан)   | 8               | 48                     | 2 апреля 1966                                     | Y           |
| 24            | 7                      | «Небесный игрушечник» «The Celestial Toymaker»       | «Кукольный зал» «The Hall of Dolls»                                   | Билл Селларс      | Брайан Хэйлс Дональд Тош (в титрах не указан)   | 8               | 49                     | 9 апреля 1966                                     | Y           |
| 24            | 7                      | «Небесный игрушечник» «The Celestial Toymaker»       | «Танцпол» «The Dancing Floor»                                         | Билл Селларс      | Брайан Хэйлс Дональд Тош (в титрах не указан)   | 9,4             | 44                     | 16 апреля 1966                                    | Y           |
| 24            | 7                      | «Небесный игрушечник» «The Celestial Toymaker»       | «Последнее испытание» «The Final Test»                                | Билл Селларс      | Брайан Хэйлс Дональд Тош (в титрах не указан)   | 7,8             | 43                     | 23 апреля 1966                                    | Y           |
| 25            | 8                      | «Меткие стрелки» «The Gunfighters»                   | «Праздник для Доктора» «A Holiday for the Doctor»                     | Рекс Такер        | Дональд Коттон                                  | 6,5             | 45                     | 30 апреля 1966                                    | Z           |
| 25            | 8                      | «Меткие стрелки» «The Gunfighters»                   | «Не стреляйте в пианиста» «Don't Shoot the Pianist»                   | Рекс Такер        | Дональд Коттон                                  | 6,6             | 39                     | 7 мая 1966                                        | Z           |
| 25            | 8                      | «Меткие стрелки» «The Gunfighters»                   | «Джонни Ринго» «Johnny Ringo»                                         | Рекс Такер        | Дональд Коттон                                  | 6,2             | 36                     | 14 мая 1966                                       | Z           |
| 25            | 8                      | «Меткие стрелки» «The Gunfighters»                   | «Корраль О-Кей» «The OK Corral»                                       | Рекс Такер        | Дональд Коттон                                  | 5,7             | 30                     | 21 мая 1966                                       | Z           |
| 26            | 9                      | «Дикари» «The Savages»                               | 4 эпизода (все утеряны)                                               | Кристофер Бэрри   | Иэн Стюарт Блэк                                 | 4,8 5,6 5 4,5   | 48 49 48               | 28 мая 1966 4 июня 1966 11 июня 1966 18 июня 1966 | AA          |
| 27            | 10                     | «Военные машины» «The War Machines»                  | 4 эпизода                                                             | Майкл Фергюсон    | Иэн Стюарт Блэк, на основе истории Кита Педлера | 5,4 4,7 5,3 5,5 | 49 45 44 39            | 25 июня 1966 2 июля 1966 9 июля 1966 16 июля 1966 | BB          |

### Сезон 4 (1966—1967)
| Номер истории | Номер истории в сезоне | Название истории                     | Частей (эпизодов)           | Режиссёр       | Сценарист               | Зрителей (млн)  | Индекс оценки (из 100) | Дата выхода в эфир                                                | Произв. код |
| ------------- | ---------------------- | ------------------------------------ | --------------------------- | -------------- | ----------------------- | --------------- | ---------------------- | ----------------------------------------------------------------- | ----------- |
| 28            | 1                      | «Контрабандисты» «The Smugglers»     | 4 эпизода (все утеряны)     | Джулия Смит    | Брайан Хэйлс            | 4,3 4,9 4,2 4,5 | 47 45 43               | 10 сентября 1966 17 сентября 1966 24 сентября 1966 1 октября 1966 | CC          |
| 29            | 2                      | «Десятая планета» «The Tenth Planet» | 4 эпизода (эпизод 4 утерян) | Дерек Мартинус | Кит Педлер Джерри Дэвис | 5,5 6,4 7,6 7,5 | 50 48 47               | 8 октября 1966 15 октября 1966 22 октября 1966 29 октября 1966    | DD          |

## Второй Доктор
Второго Доктора сыграл актёр Патрик Траутон.

### Сезон 4 (1966—1967) — продолжение
| Номер истории | Номер истории в сезоне | Название истории                           | Частей (эпизодов)           | Режиссёр        | Сценарист                 | Зрителей (млн)              | Индекс оценки (из 100) | Дата выхода в эфир                                                                        | Произв. код |
| ------------- | ---------------------- | ------------------------------------------ | --------------------------- | --------------- | ------------------------- | --------------------------- | ---------------------- | ----------------------------------------------------------------------------------------- | ----------- |
| 30            | 3                      | «Сила далеков» «The Power of the Daleks»   | 6 эпизодов (все утеряны)    | Кристофер Бэрри | Дэвид Уитакер             | 7,9 7,8 7,5 7,8 8 7,8       | 43 45 44 47 48 47      | 5 ноября 1966 12 ноября 1966 19 ноября 1966 26 ноября 1966 3 декабря 1966 10 декабря 1966 | EE          |
| 31            | 4                      | «Горцы» «The Highlanders»                  | 4 эпизода (все утеряны)     | Хью Дэвид       | Элвин Джонс Джерри Дэвис  | 6,7 6,8 7,4 7,3             | 47 46 47               | 17 декабря 1966 24 декабря 1966 31 декабря 1966 7 января 1967                             | FF          |
| 32            | 5                      | «Подводная угроза» «The Underwater Menace» | 4 эпизода (1, 4 утеряны)    | Джулия Смит     | Джеффри Орм               | 8,3 7,5 7,1 7               | 48 46 45 47            | 14 января 1967 21 января 1967 28 января 1967 4 февраля 1967                               | GG          |
| 33            | 6                      | «Лунная база» «The Moonbase»               | 4 эпизода (1, 3 утеряны)    | Моррис Бэрри    | Кит Педлер                | 8,1 8,9 8,2 8,1             | 50 49 53 58            | 11 февраля 1967 18 февраля 1967 25 февраля 1967 4 марта 1967                              | HH          |
| 34            | 7                      | «Террор Макра» «The Macra Terror»          | 4 эпизода (все утеряны)     | Джон Дэвис      | Иэн Стюарт Блэк           | 8 7,9 8,5 8,4               | 50 48 52 49            | 11 марта 1967 18 марта 1967 25 марта 1967 1 апреля 1967                                   | JJ          |
| 35            | 8                      | «Безликие» «The Faceless Ones»             | 6 эпизодов (2, 4—6 утеряны) | Джерри Милл     | Дэвид Эллис Малкольм Халк | 8 6,4 7,9 6,9 7,1 8         | 51 50 53 55 52         | 8 апреля 1967 15 апреля 1967 22 апреля 1967 29 апреля 1967 6 мая 1967 13 мая 1967         | KK          |
| 36            | 9                      | «Зло далеков» «The Evil of the Daleks»     | 7 эпизодов (1, 3—7 утеряны) | Дерек Мартинус  | Дэвид Уитакер             | 8,1 7,5 6,1 5,3 5,1 6,8 6,1 | 51 52 51 53 49 56      | 20 мая 1967 27 мая 1967 3 июня 1967 10 июня 1967 17 июня 1967 24 июня 1967 1 июля 1967    | LL          |

### Сезон 5 (1967—1968)
| Номер истории | Номер истории в сезоне | Название истории                                 | Частей (эпизодов)               | Режиссёр             | Сценарист                                     | Зрителей (млн)          | Индекс оценки (из 100) | Дата выхода в эфир                                                                            | Произв. код |
| ------------- | ---------------------- | ------------------------------------------------ | ------------------------------- | -------------------- | --------------------------------------------- | ----------------------- | ---------------------- | --------------------------------------------------------------------------------------------- | ----------- |
| 37            | 1                      | «Гробница киберлюдей» «The Tomb of the Cybermen» | 4 эпизода                       | Моррис Бэрри         | Кит Педлер Джерри Дэвис                       | 6 6,4 7,2 7,4           | 53 52 49 50            | 2 сентября 1967 9 сентября 1967 16 сентября 1967 23 сентября 1967                             | MM          |
| 38            | 2                      | «Ужасные снежные люди» «The Abominable Snowmen»  | 6 эпизодов (1, 3—6 утеряны)     | Джеральд Блэйк       | Мервин Хайсман Генри Линкольн                 | 6,3 6 7,1 7,2 7,4       | 50 52 51 50 51 52      | 30 сентября 1967 7 октября 1967 14 октября 1967 21 октября 1967 28 октября 1967 4 ноября 1967 | NN          |
| 39            | 3                      | «Ледяные воины» «The Ice Warriors»               | 6 эпизодов (2, 3 утеряны)       | Дерек Мартинус       | Брайан Хэйлс                                  | 6,7 7,1 7,4 7,3 8 7,5   | 52 51 50 51            | 11 ноября 1967 18 ноября 1967 25 ноября 1967 2 декабря 1967 9 декабря 1967 16 декабря 1967    | OO          |
| 40            | 4                      | «Враг мира» «The Enemy of the World»             | 6 эпизодов                      | Барри Леттс          | Дэвид Уитакер                                 | 6,8 7,6 7,1 7,8 6,9 8,3 | 52 51 50 51            | 23 декабря 1967 30 декабря 1967 6 января 1968 13 января 1968 20 января 1968 27 января 1968    | PP          |
| 41            | 5                      | «Паутина страха» «The Web of Fear»               | 6 эпизодов (3 утерян)           | Дуглас Кэмфилд       | Мервин Хайсмен Генри Линкольн                 | 7,2 6,8 7 8,4 8 8,3     | 54 53 51 53 55         | 3 февраля 1968 10 февраля 1968 17 февраля 1968 24 февраля 1968 2 марта 1968 9 марта 1968      | QQ          |
| 42            | 6                      | «Ярость из глубины» «Fury from the Deep»         | 6 эпизодов (все утеряны)        | Хью Дэвид            | Виктор Пембертон                              | 8,2 7,9 7,7 6,6 5,9 6,9 | 55 56 57               | 16 марта 1968 23 марта 1968 30 марта 1968 6 апреля 1968 13 апреля 1968 20 апреля 1968         | RR          |
| 43            | 7                      | «Колесо в космосе» «The Wheel in Space»          | 6 эпизодов (1, 2, 4, 5 утеряны) | Тристан де Вере Коул | Дэвид Уитакер, на основе истории Кита Педлера | 7,2 6,9 7,5 8,6 6,8 6,5 | 57 60 55 56 57 62      | 27 апреля 1968 4 мая 1968 11 мая 1968 18 мая 1968 25 мая 1968 1 июня 1968                     | SS          |

### Сезон 6 (1968—1969)
| Номер истории | Номер истории в сезоне | Название истории                         | Частей (эпизодов)           | Режиссёр       | Сценарист                                       | Зрителей (млн)                        | Индекс оценки (из 100)  | Дата выхода в эфир | Произв. код |
| ------------- | ---------------------- | ---------------------------------------- | --------------------------- | -------------- | ----------------------------------------------- | ------------------------------------- | ----------------------- | --- | ----------- |
| 44            | 1                      | «Доминаторы» «The Dominators»            | 5 эпизодов                  | Моррис Бэрри   | «Норман Эшби» (Мервин Хайсман и Генри Линкольн) | 6,1 5,9 5,4 7,5 5,9                   | 52 55 51 53             | 10 августа 1968 17 августа 1968 24 августа 1968 31 августа 1968 7 сентября 1968                                                | TT          |
| 45            | 2                      | «Вор разума» «The Mind Robber»           | 5 эпизодов                  | Дэвид Мэлоуни  | Питер Линг Деррик Шервин (в титрах не указан)   | 6,6 6,5 7,2 7,3 6,7                   | 51 49 53 56 49          | 14 сентября 1968 21 сентября 1968 28 сентября 1968 5 октября 1968 12 октября 1968                                              | UU          |
| 46            | 3                      | «Вторжение» «The Invasion»               | 8 эпизодов (1 и 4 утеряны)  | Дуглас Кэмфилд | Деррик Шервин, на основе истории Кита Педлера   | 7,3 7,1 6,4 6,7 6,5 7,2 7             | 55 53 54 51 52 56 55 53 | 2 ноября 1968 9 ноября 1968 16 ноября 1968 23 ноября 1968 30 ноября 1968 7 декабря 1968 14 декабря 1968 21 декабря 1968        | VV          |
| 47            | 4                      | «Кротоны» «The Krotons»                  | 4 эпизода                   | Дэвид Мэлоуни  | Роберт Холмс                                    | 9 8,4 7,5 7,1                         | 59 57 56 55             | 28 декабря 1968 4 января 1969 11 января 1969 18 января 1969                                                                    | WW          |
| 48            | 5                      | «Семена смерти» «The Seeds of Death»     | 6 эпизодов                  | Майкл Фергюсон | Брайан Хэйлс Терренс Дикс (в титрах не указан)  | 6,6 6,8 7,5 7,1 7,6 7,7               | 57 59 55 57 59          | 25 января 1969 1 февраля 1969 8 февраля 1969 15 февраля 1969 22 февраля 1969 1 марта 1969                                      | XX          |
| 49            | 6                      | «Космические пираты» «The Space Pirates» | 6 эпизодов (1, 3—6 утеряны) | Майкл Харт     | Роберт Холмс                                    | 5,8 6,8 6,4 5,8 5,5 5,3               | 57 52 55 53 56 52       | 8 марта 1969 15 марта 1969 22 марта 1969 29 марта 1969 5 апреля 1969 12 апреля 1969                                            | YY          |
| 50            | 7                      | «Военные игры» «The War Games»           | 10 эпизодов                 | Дэвид Мэлоуни  | Терренс Дикс Малкольм Халк                      | 5,5 6,3 5,1 5,7 5,1 4,2 4,9 3,5 4,1 5 | 55 54 53 50 53 57 58    | 19 апреля 1969 26 апреля 1969 3 мая 1969 10 мая 1969 17 мая 1969 24 мая 1969 31 мая 1969 7 июня 1969 14 июня 1969 21 июня 1969 | ZZ          |

## Третий Доктор
Третьего Доктора сыграл актёр Джон Пертви. После принудительной регенерации и ссылки на Землю Доктор стал работать на ЮНИТ. После серии «Три Доктора» Повелители времени отменить решение о ссылке, но Доктор продолжал время от времени тесно сотрудничать с ЮНИТ.
С 1970 года сериал стал выходить в цветном формате.

### Сезон 7 (1970)
| Номер истории | Номер истории в сезоне | Название истории                                         | Частей (эпизодов) | Режиссёр                                        | Сценарист                                                                        | Зрителей (млн)              | Индекс оценки (из 100) | Дата выхода в эфир                                                                                       | Произв. код |
| ------------- | ---------------------- | -------------------------------------------------------- | ----------------- | ----------------------------------------------- | -------------------------------------------------------------------------------- | --------------------------- | ---------------------- | --- | ----------- |
| 51            | 1                      | «Остриё из космоса» «Spearhead from Space»               | 4 эпизода         | Дерек Мартинус                                  | Роберт Холмс                                                                     | 8,4 8,1 8,3 8,1             | 54 — 57                | 3 января 1970 10 января 1970 17 января 1970 24 января 1970                                               | AAA         |
| 52            | 2                      | «Доктор Кто и силурианцы» «Doctor Who and the Silurians» | 7 эпизодов        | Тимоти Комб                                     | Малкольм Хьюлк                                                                   | 8,8 7,3 7,5 8,2 7,5 7,2 7,5 | 58 57 60 58 57 58      | 31 января 1970 7 февраля 1970 14 февраля 1970 21 февраля 1970 28 февраля 1970 7 марта 1970 14 марта 1970 | BBB         |
| 53            | 3                      | «Послы смерти» «The Ambassadors of Death»                | 7 эпизодов        | Майкл Фергюсон                                  | Дэвид Уитакер Малкольм Халк (в титрах не указан) Тревор Рэй (в титрах не указан) | 7,1 7,6 8 9,3 7,1 6,9 6,4   | 60 61 59 58 — 61 62    | 21 марта 1970 28 марта 1970 4 апреля 1970 11 апреля 1970 18 апреля 1970 25 апреля 1970 2 мая 1970        | CCC         |
| 54            | 4                      | «Инферно» «Inferno»                                      | 7 эпизодов        | Дуглас Кэмфилд Барри Леттс (в титрах не указан) | Дон Хотон                                                                        | 5,7 5,9 4,8 6 5,4 6,7 5,5   | 61 60 — 58 60          | 9 мая 1970 16 мая 1970 23 мая 1970 30 мая 1970 6 июня 1970 13 июня 1970 20 июня 1970                     | DDD         |

### Сезон 8 (1971)
| Номер истории | Номер истории в сезоне | Название истории                        | Частей (эпизодов) | Режиссёр         | Сценарист                                    | Зрителей (млн)          | Дата выхода в эфир                                                                         | Произв. код |
| ------------- | ---------------------- | --------------------------------------- | ----------------- | ---------------- | -------------------------------------------- | ----------------------- | ------------------------------------------------------------------------------------------ | ----------- |
| 55            | 1                      | «Террор автонов» «Terror of the Autons» | 4 эпизода         | Барри Леттс      | Роберт Холмс                                 | 7,3 8 8,1 8,4           | 2 января 1971 9 января 1971 16 января 1971 23 января 1971                                  | EEE         |
| 56            | 2                      | «Разум зла» «The Mind of Evil»          | 6 эпизодов        | Тимоти Комб      | Дон Хотон                                    | 6,1 8,8 7,5 7,4 7,6 7,3 | 30 января 1971 6 февраля 1971 13 февраля 1971 20 февраля 1971 27 февраля 1971 6 марта 1971 | FFF         |
| 57            | 3                      | «Когти аксонов» «The Claws of Axos»     | 4 эпизода         | Майкл Фергюсон   | Боб Бейкер Дэйв Мартин                       | 7,3 8 6,4 7,8           | 13 марта 1971 20 марта 1971 27 марта 1971 1 апреля 1971                                    | GG          |
| 58            | 4                      | «Колония в космосе» «Colony in Space»   | 6 эпизодов        | Майкл Э. Брайант | Малкольм Халк                                | 7,6 8,5 9,5 8,1 8,8 8,7 | 10 апреля 1971 17 апреля 1971 24 апреля 1971 1 мая 1971 8 мая 1971 15 мая 1971             | HHH         |
| 59            | 5                      | «Демоны» «The Dæmons»                   | 5 эпизодов        | Кристофер Бэрри  | «Гай Леопольд» (Роберт Сломан и Барри Леттс) | 9,2 8 8,1 8,3           | 22 мая 1971 29 мая 1971 5 июня 1971 12 июня 1971 19 июня 1971                              | JJJ         |

### Сезон 9 (1972)
| Номер истории | Номер истории в сезоне | Название истории                            | Частей (эпизодов) | Режиссёр         | Сценарист                                      | Зрителей (млн)          | Дата выхода в эфир                                                                   | Произв. код |
| ------------- | ---------------------- | ------------------------------------------- | ----------------- | ---------------- | ---------------------------------------------- | ----------------------- | ------------------------------------------------------------------------------------ | ----------- |
| 60            | 1                      | «День далеков» «Day of the Daleks»          | 4 эпизода         | Пол Бернард      | Луи Маркс                                      | 9,8 10,4 9,1            | 1 января 1972 8 января 1972 15 января 1972 22 января 1972                            | KKK         |
| 61            | 2                      | «Проклятье Пеладона» «The Curse of Peladon» | 4 эпизода         | Ленни Мэйн       | Брайан Хэйлс                                   | 10,3 11 7,8 8,4         | 29 января 1972 5 февраля 1972 12 февраля 1972 19 февраля 1972                        | MMM         |
| 62            | 3                      | «Морские дьяволы» «The Sea Devils»          | 6 эпизодов        | Майкл Э. Брайант | Малкольм Халк                                  | 6,4 9,7 8,3 7,8 8,3 8,5 | 26 февраля 1972 4 марта 1972 11 марта 1972 18 марта 1972 25 марта 1972 1 апреля 1972 | LLL         |
| 63            | 4                      | «Мутанты» «The Mutants»                     | 6 эпизодов        | Кристофер Бэрри  | Боб Бейкер Дэйв Мартин                         | 9,1 7,8 7,9 7,5 7,9 6,5 | 8 апреля 1972 15 апреля 1972 22 апреля 1972 29 апреля 1972 6 мая 1972 13 мая 1972    | NNN         |
| 64            | 5                      | «Временной монстр» «The Time Monster»       | 6 эпизодов        | Пол Бернард      | Роберт Сломан Барри Леттс (в титрах не указан) | 7,6 7,4 8,1 7,6 6 7,6   | 20 мая 1972 27 мая 1972 3 июня 1972 10 июня 1972 17 июня 1972 24 июня 1972           | OOO         |

### Сезон 10 (1972—1973)
| Номер истории                         | Номер истории в сезоне                | Название истории                           | Частей (эпизодов)                     | Режиссёр                              | Сценарист                                      | Зрителей (млн)                        | Дата выхода в эфир                                                                   | Произв. код                           |
| Специальный выпуск к 10-летию сериала | Специальный выпуск к 10-летию сериала | Специальный выпуск к 10-летию сериала      | Специальный выпуск к 10-летию сериала | Специальный выпуск к 10-летию сериала | Специальный выпуск к 10-летию сериала          | Специальный выпуск к 10-летию сериала | Специальный выпуск к 10-летию сериала                                                | Специальный выпуск к 10-летию сериала |
| ------------------------------------- | ------------------------------------- | ------------------------------------------ | ------------------------------------- | ------------------------------------- | ---------------------------------------------- | ------------------------------------- | ------------------------------------------------------------------------------------ | ------------------------------------- |
| 65                                    | 1                                     | «Три Доктора» «The Three Doctors»          | 4 эпизода                             | Ленни Мэйн                            | Боб Бейкер Дэйв Мартин                         | 9,6 10,8 8,8 11,9                     | 30 декабря 1972 6 января 1973 13 января 1973 20 января 1973                          | RRR                                   |
| 66                                    | 2                                     | «Карнавал монстров» «Carnival of Monsters» | 4 эпизода                             | Барри Леттс                           | Роберт Холмс                                   | 9,5 9 9,2                             | 27 января 1973 3 февраля 1973 10 февраля 1973 17 февраля 1973                        | PPP                                   |
| 67                                    | 3                                     | «Космическая граница» «Frontier in Space»  | 6 эпизодов                            | Пол Бернард                           | Малкольм Халк                                  | 9,1 7,8 7,5 7,1 7,7 8,9               | 24 февраля 1973 3 марта 1973 10 марта 1973 17 марта 1973 24 марта 1973 31 марта 1973 | QQQ                                   |
| 68                                    | 4                                     | «Планета далеков» «Planet of the Daleks»   | 6 эпизодов                            | Дэвид Мэлоуни                         | Терри Нейшн                                    | 11 10,7 10,1 8,3 9,7 8,5              | 7 апреля 1973 14 апреля 1973 21 апреля 1973 28 апреля 1973 5 мая 1973 12 мая 1973    | SSS                                   |
| 69                                    | 5                                     | «Зелёная смерть» «The Green Death»         | 6 эпизодов                            | Майкл Э. Брайант                      | Роберт Сломан Барри Леттс (в титрах не указан) | 9,2 7,2 7,8 6,8 8,3 7                 | 19 мая 1973 26 мая 1973 2 июня 1973 9 июня 1973 16 июня 1973 23 июня 1973            | TTT                                   |

### Сезон 11 (1973—1974)
| Номер истории | Номер истории в сезоне | Название истории                                   | Частей (эпизодов) | Режиссёр         | Сценарист                                      | Зрителей (млн)           | Индекс оценки (из 100) | Дата выхода в эфир                                                                         | Произв. код |
| ------------- | ---------------------- | -------------------------------------------------- | ----------------- | ---------------- | ---------------------------------------------- | ------------------------ | ---------------------- | ------------------------------------------------------------------------------------------ | ----------- |
| 70            | 1                      | «Воин времени» «The Time Warrior»                  | 4 эпизода         | Алан Бромли      | Роберт Холмс                                   | 8,7 7 6,6 10,6           | 59 — 60                | 15 декабря 1973 22 декабря 1973 29 декабря 1973 5 января 1974                              | UUU         |
| 71            | 2                      | «Вторжение динозавров» «Invasion of the Dinosaurs» | 6 эпизодов        | Пэдди Расселл    | Малкольм Халк                                  | 11 10,1 11 9 7,5         | 62 — 63 — 62           | 12 января 1974 19 января 1974 26 января 1974 2 февраля 1974 9 февраля 1974 16 февраля 1974 | WW          |
| 72            | 3                      | «Смерть далекам» «Death to the Daleks»             | 4 эпизода         | Майкл Э. Брайант | Терри Нейшн                                    | 8,1 9,5 10,5 9,5         | 61 — 61 62             | 23 февраля 1974 2 марта 1974 9 марта 1974 16 марта 1974                                    | XXX         |
| 73            | 4                      | «Монстр Пеладона» «The Monster of Peladon»         | 6 эпизодов        | Ленни Мэйн       | Брайан Хэйлс                                   | 9,2 6,8 7,4 7,2 7,5 8,1  | —                      | 23 марта 1974 30 марта 1974 6 апреля 1974 13 апреля 1974 20 апреля 1974 27 апреля 1974     | YYY         |
| 74            | 5                      | «Планета пауков» «Planet of the Spiders»           | 6 эпизодов        | Барри Леттс      | Роберт Сломан Барри Леттс (в титрах не указан) | 10,1 8,9 8,8 8,2 9,2 8,9 | 58 60 57 — 56          | 4 мая 1974 11 мая 1974 18 мая 1974 25 мая 1974 1 июня 1974 8 июня 1974                     | ZZZ         |

## Четвёртый Доктор
Четвёртого Доктора сыграл Том Бейкер. По сей день он остаётся актёром, который играл Доктора дольше всех остальных, снявшись в семи сезонах.

### Сезон 12 (1974—1975)
| Номер истории | Номер истории в сезоне | Название истории                                   | Частей (эпизодов) | Режиссёр         | Сценарист              | Зрителей (млн)            | Индекс оценки (из 100) | Дата выхода в эфир                                                                  | Произв. код |
| ------------- | ---------------------- | -------------------------------------------------- | ----------------- | ---------------- | ---------------------- | ------------------------- | ---------------------- | ----------------------------------------------------------------------------------- | ----------- |
| 75            | 1                      | «Робот» «Robot»                                    | 4 эпизода         | Кристофер Бэрри  | Терренс Дикс           | 10,8 10,7 10,1 9          | 53 — 51                | 28 декабря 1974 4 января 1975 11 января 1975 18 января 1975                         | 4A          |
| 76            | 2                      | «Ковчег в космосе» «The Ark in Space»              | 4 эпизода         | Родни Беннетт    | Роберт Холмс           | 9,4 13,6 11,2 10,2        | —                      | 25 января 1975 1 февраля 1975 8 февраля 1975 15 февраля 1975                        | 4C          |
| 77            | 3                      | «Эксперимент сонтаранца» «The Sontaran Experiment» | 2 эпизода         | Родни Беннетт    | Боб Бейкер Дэйв Мартин | 11 10,5                   | — 55                   | 22 февраля 1975 1 марта 1975                                                        | 4B          |
| 78            | 4                      | «Происхождение далеков» «Genesis of the Daleks»    | 6 эпизодов        | Дэвид Мэлоуни    | Терри Нейшн            | 10,7 10,5 8,5 8,8 9,8 9,1 | — 57 — 58 57 56        | 8 марта 1975 15 марта 1975 22 марта 1975 29 марта 1975 5 апреля 1975 12 апреля 1975 | 4E          |
| 79            | 5                      | «Месть киберлюдей» «Revenge of the Cybermen»       | 4 эпизода         | Майкл Э. Брайант | Джерри Дэвис           | 9,5 8,3 8,9 8,4           | 57 — 58                | 19 апреля 1975 26 апреля 1975 3 мая 1975 10 мая 1975                                | 4D          |

### Сезон 13 (1975—1976)
| Номер истории | Номер истории в сезоне | Название истории                             | Частей (эпизодов) | Режиссёр        | Сценарист                                      | Зрителей (млн)          | Индекс оценки (из 100) | Дата выхода в эфир                                                                         | Произв. код |
| ------------- | ---------------------- | -------------------------------------------- | ----------------- | --------------- | ---------------------------------------------- | ----------------------- | ---------------------- | ------------------------------------------------------------------------------------------ | ----------- |
| 80            | 1                      | «Террор зайгонов» «Terror of the Zygons»     | 4 эпизода         | Дуглас Кэмфилд  | Роберт Бэнкс Стюарт                            | 8,4 6,1 8,2 7,2         | 59 — 54 —              | 30 августа 1975 6 сентября 1975 13 сентября 1975 20 сентября 1975                          | 4F          |
| 81            | 2                      | «Планета зла» «Planet of Evil»               | 4 эпизода         | Дэвид Мэлоуни   | Луи Маркс                                      | 10,4 9,9 9,1 10,1       | — 56 57 54             | 27 сентября 1975 4 октября 1975 11 октября 1975 18 октября 1975                            | 4H          |
| 82            | 3                      | «Пирамиды Марса» «Pyramids of Mars»          | 4 эпизода         | Пэдди Расселл   | «Стивен Харрис» (Льюис Грейфер и Роберт Холмс) | 10,5 11,3 9,4 11,7      | — 60                   | 25 октября 1975 1 ноября 1975 8 ноября 1975 15 ноября 1975                                 | 4G          |
| 83            | 4                      | «Вторжение андроидов» «The Android Invasion» | 4 эпизода         | Барри Леттс     | Терри Нейшн                                    | 11,9 11,3 12,1 11,4     | 58 —                   | 22 ноября 1975 29 ноября 1975 6 декабря 1975 13 декабря 1975                               | 4J          |
| 84            | 5                      | «Мозг Морбиуса» «The Brain of Morbius»       | 4 эпизода         | Кристофер Бэрри | «Робин Блэнд» (Терренс Дикс и Роберт Холмс)    | 9,5 9,3 10,1 10,2       | — 57 —                 | 3 января 1976 10 января 1976 17 января 1976 24 января 1976                                 | 4K          |
| 85            | 6                      | «Семена судьбы» «The Seeds of Doom»          | 6 эпизодов        | Дуглас Кэмфилд  | Роберт Бэнкс Стюарт                            | 11,4 10,3 11,1 9,9 11,5 | 59 —                   | 31 января 1976 7 февраля 1976 14 февраля 1976 21 февраля 1976 28 февраля 1976 6 марта 1976 | 4L          |

### Сезон 14 (1976—1977)
| Номер истории | Номер истории в сезоне | Название истории                               | Частей (эпизодов) | Режиссёр         | Сценарист              | Зрителей (млн)              | Индекс оценки (из 100) | Дата выхода в эфир                                                                   | Произв. код |
| ------------- | ---------------------- | ---------------------------------------------- | ----------------- | ---------------- | ---------------------- | --------------------------- | ---------------------- | ------------------------------------------------------------------------------------ | ----------- |
| 86            | 1                      | «Маска Мандрагоры» «The Masque of Mandragora»  | 4 эпизода         | Родни Беннетт    | Луи Маркс              | 8,3 9,8 9,2 10,6            | 58 56 — 56             | 4 сентября 1976 11 сентября 1976 18 сентября 1976 25 сентября 1976                   | 4M          |
| 87            | 2                      | «Рука страха» «The Hand of Fear»               | 4 эпизода         | Ленни Мэйн       | Боб Бейкер Дэйв Мартин | 10,5 10,2 11,1 12           | — 62 —                 | 2 октября 1976 9 октября 1976 16 октября 1976 23 октября 1976                        | 4N          |
| 88            | 3                      | «Беспощадный убийца» «The Deadly Assassin»     | 4 эпизода         | Дэвид Мэлоуни    | Роберт Холмс           | 11,8 12,1 13 11,8           | — 59 — 61              | 30 октября 1976 6 ноября 1976 13 ноября 1976 20 ноября 1976                          | 4P          |
| 89            | 4                      | «Лицо зла» «The Face of Evil»                  | 4 эпизода         | Пеннант Робертс  | Крис Буше              | 10,7 11,1 11,3 11,7         | 61 — 59 60             | 1 января 1977 8 января 1977 15 января 1977 22 января 1977                            | 4Q          |
| 90            | 5                      | «Роботы смерти» «The Robots of Death»          | 4 эпизода         | Майкл Э. Брайант | Крис Буше              | 12,8 12,4 13,1 12,6         | 62 — 57                | 29 января 1977 5 февраля 1977 12 февраля 1977 19 февраля 1977                        | 4R          |
| 91            | 6                      | «Когти Венг-Чанга» «The Talons of Weng-Chiang» | 6 эпизодов        | Дэвид Мэлоуни    | Роберт Холмс           | 11,3 9,8 10,2 11,4 10,1 9,3 | — 60 — 58              | 26 февраля 1977 5 марта 1977 12 марта 1977 19 марта 1977 26 марта 1977 2 апреля 1977 | 4S          |

### Сезон 15 (1977—1978)
| Номер истории | Номер истории в сезоне | Название истории                             | Частей (эпизодов) | Режиссёр              | Сценарист                                 | Зрителей (млн)              | Индекс оценки (из 100) | Дата выхода в эфир                                                                        | Произв. код |
| ------------- | ---------------------- | -------------------------------------------- | ----------------- | --------------------- | ----------------------------------------- | --------------------------- | ---------------------- | ----------------------------------------------------------------------------------------- | ----------- |
| 92            | 1                      | «Ужас Скалы клыка» «Horror of Fang Rock»     | 4 эпизода         | Пэдди Расселл         | Терренс Дикс                              | 6,8 7,1 9,8 9,9             | 58 — 60 57             | 3 сентября 1977 10 сентября 1977 17 сентября 1977 24 сентября 1977                        | 4V          |
| 93            | 2                      | «Невидимый враг» «The Invisible Enemy»       | 4 эпизода         | Деррик Гудвин         | Боб Бейкер Дэйв Мартин                    | 8,6 7,3 7,5 8,3             | — 60                   | 1 октября 1977 8 октября 1977 15 октября 1977 22 октября 1977                             | 4T          |
| 94            | 3                      | «Образ Фендала» «Image of the Fendahl»       | 4 эпизода         | Джордж Спентон-Фостер | Крис Буше                                 | 6,7 7,5 7,9 9,1             | — 75 — 61              | 29 октября 1977 5 ноября 1977 12 ноября 1977 19 ноября 1977                               | 4X          |
| 95            | 4                      | «Создатели Солнца» «The Sun Makers»          | 4 эпизода         | Пеннант Робертс       | Роберт Холмс                              | 8,5 9,5 8,9 8,4             | — 68 59                | 26 ноября 1977 3 декабря 1977 10 декабря 1977 17 декабря 1977                             | 4W          |
| 96            | 5                      | «Подземный мир» «Underworld»                 | 4 эпизода         | Норман Стюарт         | Боб Бейкер Дейв Мартин                    | 8,9 9,1 8,9 11,7            | 65 —                   | 7 января 1978 14 января 1978 21 января 1978 28 января 1978                                | 4Y          |
| 97            | 6                      | «Временно́е вторжение» «The Invasion of Time» | 6 эпизодов        | Джеральд Блэйк        | «Дэвид Эгнью» (Грэм Уильямс и Энтони Рид) | 11,2 11,4 9,5 10,9 10,3 9,8 | 56 —                   | 4 февраля 1978 11 февраля 1978 18 февраля 1978 25 февраля 1978 4 марта 1978 11 марта 1978 | 4Z          |

### Сезон 16 (1978—1979)
Шесть историй сезона объединены общей сюжетной аркой. Сезон получил собственное название «Ключ времени» (англ. The Key to Time).
| Номер истории | Номер истории в сезоне | Название истории                             | Частей (эпизодов) | Режиссёр              | Сценарист              | Зрителей (млн)      | Индекс оценки (из 100) | Дата выхода в эфир                                                                           | Произв. код |
| ------------- | ---------------------- | -------------------------------------------- | ----------------- | --------------------- | ---------------------- | ------------------- | ---------------------- | -------------------------------------------------------------------------------------------- | ----------- |
| 98            | 1                      | «Операция Рибос» «The Ribos Operation»       | 4 эпизода         | Джордж Спентон-Фостер | Роберт Холмс           | 8,3 8,1 7,9 8,2     | 59 — 67                | 2 сентября 1978 9 сентября 1978 16 сентября 1978 23 сентября 1978                            | 5A          |
| 99            | 2                      | «Планета пиратов» «The Pirate Planet»        | 4 эпизода         | Пеннант Робертс       | Дуглас Адамс           | 9,1 7,4 8,2 8,4     | 61 — 64                | 30 сентября 1978 7 октября 1978 14 октября 1978 21 октября 1978                              | 5B          |
| 100           | 3                      | «Камни крови» «The Stones of Blood»          | 4 эпизода         | Дэррол Блейк          | Дэвид Фишер            | 8,6 6,6 9,3 7,6     | — 67                   | 28 октября 1978 4 ноября 1978 11 ноября 1978 18 ноября 1978                                  | 5C          |
| 101           | 4                      | «Андроиды Тары» «The Androids of Tara»       | 4 эпизода         | Майкл Хэйс            | Дэвид Фишер            | 9,5 10,1 8,9 9      | — 65 — 66              | 25 ноября 1978 2 декабря 1978 9 декабря 1978 16 декабря 1978                                 | 5D          |
| 102           | 5                      | «Сила Кролла» «The Power of Kroll»           | 4 эпизода         | Норман Стюарт         | Роберт Холмс           | 6,5 12,4 8,9 9,9    | — 63                   | 23 декабря 1978 30 декабря 1978 6 января 1979 13 января 1979                                 | 5E          |
| 103           | 6                      | «Фактор Армагеддона» «The Armageddon Factor» | 6 эпизодов        | Майкл Хэйс            | Боб Бейкер Дэйв Мартин | 7,5 8,8 7,8 8,6 9,6 | 65 — 66                | 20 января 1979 27 января 1979 3 февраля 1979 10 февраля 1979 17 февраля 1979 24 февраля 1979 | 5F          |

### Сезон 17 (1979—1980)
| Номер истории | Номер истории в сезоне | Название истории                              | Частей (эпизодов) | Режиссёр        | Сценарист                                                | Зрителей (млн)      | Индекс оценки (из 100) | Дата выхода в эфир                                                | Произв. код |
| ------------- | ---------------------- | --------------------------------------------- | ----------------- | --------------- | -------------------------------------------------------- | ------------------- | ---------------------- | ----------------------------------------------------------------- | ----------- |
| 104           | 1                      | «Судьба далеков» «Destiny of the Daleks»      | 4 эпизода         | Кен Грив        | Терри Нейшн                                              | 13 12,7 13,8 14,4   | 67 — 63 64             | 1 сентября 1979 8 сентября 1979 15 сентября 1979 22 сентября 1979 | 5J          |
| 105           | 2                      | «Город смерти» «City of Death»                | 4 эпизода         | Майкл Хэйс      | «Дэвид Эгнью» (Дуглас Адамс, Грэм Уильямс и Дэвид Фишер) | 12,4 14,1 15,4 16,1 | — 64 — 64              | 29 сентября 1979 6 октября 1979 13 октября 1979 20 октября 1979   | 5H          |
| 106           | 3                      | «Чудовище из ямы» «The Creature from the Pit» | 4 эпизода         | Кристофер Бэрри | Дэвид Фишер                                              | 9,3 10,8 10,2 9,6   | — 67 —                 | 27 октября 1979 3 ноября 1979 10 ноября 1979 17 ноября 1979       | 5G          |
| 107           | 4                      | «Кошмар Эдема» «Nightmare of Eden»            | 4 эпизода         | Алан Бромли     | Боб Бейкер                                               | 8,7 9,6 9,4         | — 65                   | 24 ноября 1979 1 декабря 1979 8 декабря 1979 15 декабря 1979      | 5K          |
| 108           | 5                      | «Рога Нимона» «The Horns of Nimon»            | 4 эпизода         | Кенни Макбейн   | Энтони Рид                                               | 6 8,8 9,8 10,4      | — 67                   | 22 декабря 1979 29 декабря 1979 5 января 1980 12 января 1980      | 5L          |
| 108.5         | 6                      | «Шада» «Shada»                                | 6 эпизодов        | Пеннант Робертс | Дуглас Адамс                                             | —                   | —                      | 19 июля 2018                                                      | 5M          |

### Сезон 18 (1980—1981)
| Номер истории | Номер истории в сезоне | Название истории                           | Частей (эпизодов) | Режиссёр              | Сценарист                     | Зрителей (млн)  | Индекс оценки (из 100) | Дата выхода в эфир                                                | Произв. код |
| ------------- | ---------------------- | ------------------------------------------ | ----------------- | --------------------- | ----------------------------- | --------------- | ---------------------- | ----------------------------------------------------------------- | ----------- |
| 109           | 1                      | «Вольный улей» «The Leisure Hive»          | 4 эпизода         | Ловетт Бикфорд        | Дэвид Фишер                   | 5.9 5 4,5       | — 65                   | 30 августа 1980 6 сентября 1980 13 сентября 1980 20 сентября 1980 | 5N          |
| 110           | 2                      | «Меглос» «Meglos»                          | 4 эпизода         | Теренс Дадли          | Джон Фланаган Эндрю Маккаллох | 5 4,2 4,7       | 61 64 — 63             | 27 сентября 1980 4 октября 1980 11 октября 1980 18 октября 1980   | 5Q          |
| 111           | 3                      | «Полный круг» «Full Circle»                | 4 эпизода         | Питер Гримуэйд        | Эндрю Смит                    | 5,9 3,7 5,9 5,4 | — 65                   | 25 октября 1980 1 ноября 1980 8 ноября 1980 15 ноября 1980        | 5R          |
| 112           | 4                      | «Состояние упадка» «State of Decay»        | 4 эпизода         | Питер Моффатт         | Терренс Дикс                  | 5,8 5,3 4,4 5,4 | — 69                   | 22 ноября 1980 29 ноября 1980 6 декабря 1980 13 декабря 1980      | 5P          |
| 113           | 5                      | «Врата воинов» «Warriors’ Gate»            | 4 эпизода         | Пол Джойс Грэм Харпер | Стивен Галлагер               | 7,1 6,7 8,3 7,8 | 59 — 59                | 3 января 1981 10 января 1981 17 января 1981 24 января 1981        | 5S          |
| 114           | 6                      | «Хранитель Тракена» «The Keeper of Traken» | 4 эпизода         | Джон Блэк             | Джонни Бирн                   | 7,6 6,1 5,2 6,1 | — 63                   | 31 января 1981 7 февраля 1981 14 февраля 1981 21 февраля 1981     | 5T          |
| 115           | 7                      | «Логополис» «Logopolis»                    | 4 эпизода         | Питер Гримуэйд        | Кристофер Х. Бидмид           | 7,7 5,8 6,1     | — 61 — 65              | 28 февраля 1981 7 марта 1981 14 марта 1981 21 марта 1981          | 5V          |

## Пятый Доктор
Пятого Доктора сыграл Питер Дэвисон.

### Сезон 19 (1982)
| Номер истории | Номер истории в сезоне | Название истории                           | Частей (эпизодов) | Режиссёр       | Сценарист           | Зрителей (млн)    | Дата выхода в эфир                                              | Произв. код |
| ------------- | ---------------------- | ------------------------------------------ | ----------------- | -------------- | ------------------- | ----------------- | --------------------------------------------------------------- | ----------- |
| 116           | 1                      | «Кастровальва» «Castrovalva»               | 4 эпизода         | Фиона Камминг  | Кристофер Х. Бидмид | 9,1 8,6 10,2 10,4 | 4 января 1982 5 января 1982 11 января 1982 12 января 1982       | 5Z          |
| 117           | 2                      | «Четверо в Судный день» «Four to Doomsday» | 4 эпизода         | Джон Блэк      | Теренс Дадли        | 8,4 8,8 8,9 9,4   | 18 января 1982 19 января 1982 25 января 1982 26 января 1982     | 5W          |
| 118           | 3                      | «Кинда» «Kinda»                            | 4 эпизода         | Питер Гримуэйд | Кристофер Бэйли     | 8,4 9,4 8,5 8,9   | 1 февраля 1982 2 февраля 1982 8 февраля 1982 9 февраля 1982     | 5Y          |
| 119           | 4                      | «Кара» «The Visitation»                    | 4 эпизода         | Питер Моффатт  | Эрик Савард         | 9,1 9,3 9,9 10,1  | 15 февраля 1982 16 февраля 1982 22 февраля 1982 23 февраля 1982 | 5X          |
| 120           | 5                      | «Чёрная орхидея» «Black Orchid»            | 2 эпизода         | Рон Джонс      | Теренс Дадли        | 9,9 10,1          | 1 марта 1982 2 марта 1982                                       | 6A          |
| 121           | 6                      | «Землетрясение» «Earthshock»               | 4 эпизода         | Питер Гримуэйд | Эрик Савард         | 9,1 8,8 9,8 9,6   | 8 марта 1982 9 марта 1982 15 марта 1982 16 марта 1982           | 6B          |
| 122           | 7                      | «Временной полёт» «Time-Flight»            | 4 эпизода         | Рон Джонс      | Питер Гримуэйд      | 10 8,5 8,9 8,1    | 22 марта 1982 23 марта 1982 29 марта 1982 30 марта 1982         | 6C          |

### Сезон 20 (1983)
| Номер истории | Номер истории в сезоне | Название истории                       | Частей (эпизодов) | Режиссёр       | Сценарист       | Зрителей (млн)  | Индекс оценки (из 100) | Дата выхода в эфир                                              | Произв. код |
| ------------- | ---------------------- | -------------------------------------- | ----------------- | -------------- | --------------- | --------------- | ---------------------- | --------------------------------------------------------------- | ----------- |
| 123           | 1                      | «Арка бесконечности» «Arc of Infinity» | 4 эпизода         | Рон Джонс      | Джонни Бирн     | 7,2 7,3 6,9 7,2 | 69 70 67 66            | 3 января 1983 5 января 1983 11 января 1983 12 января 1983       | 6E          |
| 124           | 2                      | «Танец змеи» «Snakedance»              | 4 эпизода         | Фиона Камминг  | Кристофер Бэйли | 6,7 7,7 6,6 7,4 | 65 66 67               | 18 января 1983 19 января 1983 25 января 1983 26 января 1983     | 6D          |
| 125           | 3                      | «Мертвец Модрин» «Mawdryn Undead»      | 4 эпизода         | Питер Моффатт  | Питер Гримуэйд  | 6,5 7,5 7,4 7,7 | 67 70 67 68            | 1 февраля 1983 2 февраля 1983 8 февраля 1983 9 февраля 1983     | 6F          |
| 126           | 4                      | «Терминус» «Terminus»                  | 4 эпизода         | Мэри Ридж      | Стивен Галлагер | 6,8 7,5 6,5 7,4 | 65 67 64 67            | 15 февраля 1983 16 февраля 1983 22 февраля 1983 23 февраля 1983 | 6G          |
| 127           | 5                      | «Просвещение» «Enlightenment»          | 4 эпизода         | Фиона Кьюмминг | Барбара Клегг   | 6,6 7,2 6,2 7,3 | 67 65 68 70            | 1 марта 1983 2 марта 1983 8 марта 1983 9 марта 1983             | 6H          |
| 128           | 6                      | «Демоны короля» «The King's Demons»    | 2 эпизода         | Тони Вирго     | Теренс Дадли    | 5,8 7,2         | 65 63                  | 15 марта 1983 16 марта 1983                                     | 6J          |

### Спецвыпуск к 20-летию сериала (1983)
| Номер истории | Номер истории в сезоне | Название истории                   | Частей (эпизодов)   | Режиссёр      | Сценарист    | Зрителей (млн) | Индекс оценки (из 100) | Дата выхода в эфир | Произв. код |
| ------------- | ---------------------- | ---------------------------------- | ------------------- | ------------- | ------------ | -------------- | ---------------------- | ------------------ | ----------- |
| 129           | —                      | «Пять Докторов» «The Five Doctors» | 1 эпизод (90 минут) | Питер Моффатт | Терренс Дикс | 7,7            | 75                     | 25 ноября 1983     | 6K          |

### Сезон 21 (1984)
| Номер истории | Номер истории в сезоне | Название истории                                   | Частей (эпизодов)       | Режиссёр          | Сценарист           | Зрителей (млн)  | Индекс оценки (из 100) | Дата выхода в эфир                                          | Произв. код |
| ------------- | ---------------------- | -------------------------------------------------- | ----------------------- | ----------------- | ------------------- | --------------- | ---------------------- | ----------------------------------------------------------- | ----------- |
| 130           | 1                      | «Воины из глубины» «Warriors of the Deep»          | 4 эпизода               | Пеннант Робертс   | Джонни Бирн         | 7,6 7,5 7,3 6,6 | 67 65 68 70            | 5 января 1984 6 января 1984 12 января 1984 13 января 1984   | 6L          |
| 131           | 2                      | «Пробуждение» «The Awakening»                      | 2 эпизода               | Майкл Оуэн Моррис | Эрик Прингл         | 7,9 6,6         | 65 63                  | 19 января 1984 20 января 1984                               | 6M          |
| 132           | 3                      | «Фронтиос» «Frontios»                              | 4 эпизода               | Рон Джонс         | Кристофер Х. Бидмид | 8 5,8 7,8 5,6   | 66 69 65               | 26 января 1984 27 января 1984 2 февраля 1984 3 февраля 1984 | 6N          |
| 133           | 4                      | «Воскрешение далеков» «Resurrection of the Daleks» | 2 эпизода (по 45 минут) | Мэттью Робинсон   | Эрик Савард         | 7,3 8,0         | 69 65                  | 8 февраля 1984 15 февраля 1984                              | 6P          |
| 134           | 5                      | «Планета Огня» «Planet of Fire»                    | 4 эпизода               | Фиона Камминг     | Питер Гримуэйд      | 7,4 6,1 7,4 7   | —                      | 23 февраля 1984 24 февраля 1984 1 марта 1984 2 марта 1984   | 6Q          |
| 135           | 6                      | «Пещеры Андрозани» «The Caves of Androzani»        | 4 эпизода               | Грэм Харпер       | Роберт Холмс        | 6,9 6,6 7,8     | 65 — 65 68             | 8 марта 1984 9 марта 1984 15 марта 1984 16 марта 1984       | 6R          |

## Шестой Доктор
Шестого Доктора сыграл Колин Бейкер.

### Сезон 21 (1984) — продолжение
| Номер истории | Номер истории в сезоне | Название истории                       | Частей (эпизодов) | Режиссёр      | Сценарист     | Зрителей (млн) | Индекс оценки (из 100) | Дата выхода в эфир                                      | Произв. код |
| ------------- | ---------------------- | -------------------------------------- | ----------------- | ------------- | ------------- | -------------- | ---------------------- | ------------------------------------------------------- | ----------- |
| 136           | 7                      | «Дилемма близнецов» «The Twin Dilemma» | 4 эпизода         | Питер Моффатт | Энтони Стивен | 7,6 7,4 7 6,3  | 61 66 59 67            | 22 марта 1984 23 марта 1984 29 марта 1984 30 марта 1984 | 6S          |

### Сезон 22 (1985)
Длительность эпизодов — 45 минут.
| Номер истории | Номер истории в сезоне | Название истории                                | Частей (эпизодов) | Режиссёр        | Сценарист          | Зрителей (млн) | Индекс оценки (из 100) | Дата выхода в эфир                           | Произв. код |
| ------------- | ---------------------- | ----------------------------------------------- | ----------------- | --------------- | ------------------ | -------------- | ---------------------- | -------------------------------------------- | ----------- |
| 137           | 1                      | «Атака киберлюдей» «Attack of the Cybermen»     | 2 эпизода         | Мэттью Робинсон | Пола Мур           | 8,9 7,2        | 61 65                  | 5 января 1985 12 января 1985                 | 6T          |
| 138           | 2                      | «Возмездие на Варосе» «Vengeance on Varos»      | 2 эпизода         | Рон Джонс       | Филип Мартин       | 7,2 7          | 63 65                  | 19 января 1985 26 января 1985                | 6V          |
| 139           | 3                      | «Метка Рани» «The Mark of the Rani»             | 2 эпизода         | Сара Хеллингс   | Пип и Джейн Бейкер | 6,3 7,3        | 64                     | 2 февраля 1985 9 февраля 1985                | 6X          |
| 140           | 4                      | «Два Доктора» «The Two Doctors»                 | 3 эпизода         | Питер Моффатт   | Роберт Холмс       | 6,6 6 6,9      | 65 62 65               | 16 февраля 1985 23 февраля 1985 2 марта 1985 | 6W          |
| 141           | 5                      | «Удар времени» «Timelash»                       | 2 эпизода         | Пеннант Робертс | Глен Маккой        | 6,7 7,4        | 66 64                  | 9 марта 1985 16 марта 1985                   | 6Y          |
| 142           | 6                      | «Откровение далеков» «Revelation of the Daleks» | 2 эпизода         | Грэм Харпер     | Эрик Савард        | 7,4 7,7        | 67 65                  | 23 марта 1985 30 марта 1985                  | 6Z          |

### Сезон 23 (1986)
После 18-месячного перерыва сериал вернулся на экраны. Весь сезон является одной историей под названием «Суд над Повелителем времени» и разбит на четыре сегмента. Эти сегменты обрели собственные названия (указаны ниже) благодаря новеллизациям, но сезон транслировался как единая история из 14 частей без данных названий. Длина эпизодов вновь стала 25 минут.
| Номер истории | Номер истории в сезоне | Название истории                               | Частей (эпизодов)         | Режиссёр       | Сценарист                       | Зрителей (млн) | Индекс оценки (из 100) | Дата выхода в эфир                                                 | Произв. код |
| ------------- | ---------------------- | ---------------------------------------------- | ------------------------- | -------------- | ------------------------------- | -------------- | ---------------------- | ------------------------------------------------------------------ | ----------- |
| 143а          | 1                      | «Таинственная планета» «The Mysterious Planet» | 4 эпизода                 | Николас Маллет | Роберт Холмс                    | 4,9 3,9 3,7    | 72 69 70 72            | 6 сентября 1986 13 сентября 1986 20 сентября 1986 27 сентября 1986 | 7A          |
| 143b          | 2                      | «Деформация разума» «Mindwarp»                 | 4 эпизода                 | Рон Джонс      | Филип Мартин                    | 4,8 4,6 5,1 5  | 71 69 66 72            | 4 октября 1986 11 октября 1986 18 октября 1986 25 октября 1986     | 7B          |
| 143c          | 3                      | «Террор вервоидов» «Terror of the Vervoids»    | 4 эпизода                 | Крис Клоф      | Пип и Джейн Бейкер              | 5,2 4,6 5,3    | 66 69                  | 1 ноября 1986 8 ноября 1986 15 ноября 1986 22 ноября 1986          | 7C          |
| 143d          | 4                      | «Совершенный враг» «The Ultimate Foe»          | 2 эпизода (25 и 30 минут) | Крис Клоф      | Роберт Холмс Пип и Джейн Бейкер | 4,4 5,6        | 69                     | 29 ноября 1986 6 декабря 1986                                      | 7C          |

## Седьмой Доктор
Седьмого Доктора сыграл Сильвестр Маккой.

### Сезон 24 (1987)
| Номер истории | Номер истории в сезоне | Название истории                                | Частей (эпизодов) | Режиссёр       | Сценарист          | Зрителей (млн)  | Индекс оценки (из 100) | Дата выхода в эфир                                                 | Произв. код |
| ------------- | ---------------------- | ----------------------------------------------- | ----------------- | -------------- | ------------------ | --------------- | ---------------------- | ------------------------------------------------------------------ | ----------- |
| 144           | 1                      | «Время и Рани» «Time and the Rani»              | 4 эпизода         | Эндрю Морган   | Пип и Джейн Бейкер | 5,1 4,2 4,3 4,9 | 58 63 57 59            | 7 сентября 1987 14 сентября 1987 21 сентября 1987 28 сентября 1987 | 7D          |
| 145           | 2                      | «Райские башни» «Paradise Towers»               | 4 эпизода         | Николас Маллет | Стивен Уайатт      | 4,2 5,2 5       | 61 58 57               | 5 октября 1987 12 октября 1987 19 октября 1987 26 октября 1987     | 7Е          |
| 146           | 3                      | «Дельта и знаменосцы» «Delta and the Bannermen» | 3 эпизода         | Крис Клоф      | Малкольм Колль     | 5,3 5,1 5,4     | 63 60                  | 2 ноября 1987 9 ноября 1987 16 ноября 1987                         | 7F          |
| 147           | 4                      | «Драконье пламя» «Dragonfire»                   | 3 эпизода         | Крис Клоф      | Иэн Бриггс         | 5,5 5 4,7       | 61 64                  | 23 ноября 1987 30 ноября 1987 7 декабря 1987                       | 7G          |

### Сезон 25 (1988—1989)
| Номер истории | Номер истории в сезоне | Название истории                                               | Частей (эпизодов) | Режиссёр     | Сценарист     | Зрителей (млн) | Индекс оценки (из 100) | Дата выхода в эфир                                             | Произв. код |
| ------------- | ---------------------- | -------------------------------------------------------------- | ----------------- | ------------ | ------------- | -------------- | ---------------------- | -------------------------------------------------------------- | ----------- |
| 148           | 1                      | «Поминовение далеков» «Remembrance of the Daleks»              | 4 эпизода         | Эндрю Морган | Бен Ааронович | 5,5 5,8 5,1 5  | 68 69 70 72            | 5 октября 1988 12 октября 1988 19 октября 1988 26 октября 1988 | 7Н          |
| 149           | 2                      | «Патруль счастья» «The Happiness Patrol»                       | 3 эпизода         | Крис Клоф    | Грэм Карри    | 5,3 4,6 5,3    | 67 65                  | 2 ноября 1988 9 ноября 1988 16 ноября 1988                     | 7L          |
| 150           | 3                      | «Серебряная Немезида» «Silver Nemesis»                         | 3 эпизода         | Крис Клоф    | Кевин Кларк   | 6,1 5,2        | 71 70                  | 23 ноября 1988 30 ноября 1988 7 декабря 1988                   | 7K          |
| 151           | 4                      | «Величайшее шоу в галактике» «The Greatest Show in the Galaxy» | 4 эпизода         | Алан Уэринг  | Стивен Уайатт | 5 5,3 4,8 6,6  | 68 66 69 64            | 14 декабря 1988 21 декабря 1988 28 декабря 1988 4 января 1989  | 7J          |

### Сезон 26 (1989)
| Номер истории | Номер истории в сезоне | Название истории                          | Частей (эпизодов) | Режиссёр       | Сценарист     | Зрителей (млн) | Индекс оценки (из 100) | Дата выхода в эфир                                                 | Произв. код |
| ------------- | ---------------------- | ----------------------------------------- | ----------------- | -------------- | ------------- | -------------- | ---------------------- | ------------------------------------------------------------------ | ----------- |
| 152           | 1                      | «Поле брани» «Battlefield»                | 4 эпизода         | Майкл Керриган | Бен Ааронович | 3,1 3,9 3,6 4  | 69 68 67 65            | 6 сентября 1989 13 сентября 1989 20 сентября 1989 27 сентября 1989 | 7N          |
| 153           | 2                      | «Призрачный свет» «Ghost Light»           | 3 эпизода         | Алан Уэринг    | Марк Платт    | 4,2 4          | 68 64                  | 4 октября 1989 11 октября 1989 18 октября 1989                     | 7Q          |
| 154           | 3                      | «Проклятие Фенрика» «The Curse of Fenric» | 4 эпизода         | Николас Маллет | Иэн Бриггс    | 4,3 4 4,2      | 67 68                  | 25 октября 1989 1 ноября 1989 8 ноября 1989 15 ноября 1989         | 7M          |
| 155           | 4                      | «Выживание» «Survival»                    | 3 эпизода         | Алан Уэринг    | Рона Манро    | 5 4,8 5        | 69 71                  | 22 ноября 1989 29 ноября 1989 6 декабря 1989                       | 7P          |

## Восьмой Доктор
Восьмого Доктора сыграл актёр Пол Макганн.

### Телевизионный фильм (1996)
| Номер истории | Номер истории в сезоне | Название истории          | Частей (эпизодов)      | Режиссёр     | Сценарист       | Зрителей (млн)         | Индекс оценки (из 100) | Дата выхода в эфир                                         | Произв. код    |
| ------------- | ---------------------- | ------------------------- | ---------------------- | ------------ | --------------- | ---------------------- | ---------------------- | ---------------------------------------------------------- | -------------- |
| 156           | —                      | «Доктор Кто» «Doctor Who» | 1 телефильм (89 минут) | Джеффри Сакс | Мэттью Джейкобс | 5,6 (США) 9,08 (Брит.) | 75                     | 12 мая 1996 (Канада) 14 мая 1996 (США) 27 мая 1996 (Брит.) | 50/LDX071Y/01X |

## Девятый Доктор
Роль Девятого Доктора исполнил Кристофер Экклстон.

### Сезон 1 (2005)
В 2005 году Би-би-си возродила телесериал «Доктор Кто». Производство сериала возглавил главный сценарист и исполнительный продюсер Расселл Ти Дейвис. Исполнительными продюсерами также стали Джули Гарднер и Мэл Янг. Композитором сериала стал Мюррей Голд.
Нумерация сезонов началась заново. В каждом сезоне — по 13 эпизодов со стандартной продолжительностью в 45 минут. Эпизоды выпускаются в широкоэкранном формате 16:9. Впервые с 1966 года каждому эпизоду присваивается собственное название, даже если эпизод объединен с другими в одну историю.
Основной спутницей Доктора стала Роза Тайлер в исполнении Билли Пайпер.
| Номер истории | Номер эпизода в сезоне | Название эпизода                                                                  | Длина эпизода | Режиссёр     | Сценарист         | Зрителей (млн) | Индекс оценки (из 100) | Дата выхода в эфир            | Произв. код |
| ------------- | ---------------------- | --------------------------------------------------------------------------------- | ------------- | ------------ | ----------------- | -------------- | ---------------------- | ----------------------------- | ----------- |
| 157           | 1                      | «Роза» «Rose»                                                                     | 45 минут      | Кит Боук     | Расселл Ти Дейвис | 10,81          | 76                     | 26 марта 2005                 | 1.1         |
| 158           | 2                      | «Конец света» «The End of the World»                                              | 45 минут      | Эйрос Лин    | Расселл Ти Дейвис | 7,97           | 76                     | 2 апреля 2005                 | 1.2         |
| 159           | 3                      | «Беспокойные мертвецы» «The Unquiet Dead»                                         | 45 минут      | Эйрос Лин    | Марк Гэтисс       | 8,86           | 80                     | 9 апреля 2005                 | 1.3         |
| 160           | 45                     | «Пришельцы в Лондоне» «Третья мировая война» «Aliens of London» «World War Three» | 45 минут      | Кит Бок      | Расселл Ти Дейвис | 7,63 7,98      | 82 81                  | 16 апреля 2005 23 апреля 2005 | 1.4 1.5     |
| 161           | 6                      | «Далек» «Dalek»                                                                   | 45 минут      | Джо Эхирн    | Роберт Ширман     | 8,63           | 84                     | 30 апреля 2005                | 1.6         |
| 162           | 7                      | «Долгая игра» «The Long Game»                                                     | 45 минут      | Брайан Грант | Расселл Ти Дейвис | 8,01           | 81                     | 7 мая 2005                    | 1.7         |
| 163           | 8                      | «День отца» «Father's Day»                                                        | 45 минут      | Джо Эхирн    | Пол Корнелл       | 8,06           | 83                     | 14 мая 2005                   | 1.8         |
| 164           | 910                    | «Пустой ребёнок» «Доктор танцует» «The Empty Child» «The Doctor Dances»           | 45 минут      | Джеймс Хоуз  | Стивен Моффат     | 7,11 6,86      | 84 85                  | 21 мая 2005 28 мая 2005       | 1.9 1.10    |
| 165           | 11                     | «Городской бум» «Boom Town»                                                       | 45 минут      | Джо Эхирн    | Расселл Ти Дейвис | 7,68           | 82                     | 4 июня 2005                   | 1.11        |
| 166           | 1213                   | «Злой волк» «Пути расходятся» «Bad Wolf» «The Parting of the Ways»                | 45 минут      | Джо Эхирн    | Расселл Ти Дейвис | 6,81 6,91      | 86 89                  | 11 июня 2005 18 июня 2005     | 1.12 1.13   |

## Десятый Доктор
Роль Десятого Доктора исполнил Дэвид Теннант.

### Специальный рождественский выпуск (2005)
Мэл Янг покинул пост исполнительного продюсера после одного сезона. Билли Пайпер вновь исполнила роль спутницы Доктора Розы Тайлер.
| Номер истории | Номер эпизода в сезоне | Название эпизода                                    | Длина эпизода | Режиссёр    | Сценарист         | Зрителей (млн) | Индекс оценки (из 100) | Дата выхода в эфир | Произв. код |
| ------------- | ---------------------- | --------------------------------------------------- | ------------- | ----------- | ----------------- | -------------- | ---------------------- | ------------------ | ----------- |
| 167           | —                      | «Рождественское вторжение» «The Christmas Invasion» | 60 минут      | Джеймс Хоуз | Расселл Ти Дейвис | 9,84           | 84                     | 25 декабря 2005    | 2X          |

### Сезон 2 (2006)
Билли Пайпер продолжила играть роль спутницы Доктора Розы Тайлер.
| Номер истории | Номер эпизода в сезоне | Название эпизода                                                               | Длина эпизода | Режиссёр      | Сценарист         | Зрителей (млн) | Индекс оценки (из 100) | Дата выхода в эфир       | Произв. код |
| ------------- | ---------------------- | ------------------------------------------------------------------------------ | ------------- | ------------- | ----------------- | -------------- | ---------------------- | ------------------------ | ----------- |
| 168           | 1                      | «Новая Земля» «New Earth»                                                      | 45 минут      | Джеймс Хоуз   | Расселл Ти Дейвис | 8,62           | 85                     | 15 апреля 2006           | 2.1         |
| 169           | 2                      | «Клык и коготь» «Tooth and Claw»                                               | 45 минут      | Эйрос Лин     | Расселл Ти Дейвис | 9,24           | 83                     | 22 апреля 2006           | 2.2         |
| 170           | 3                      | «Встреча в школе» «School Reunion»                                             | 45 минут      | Джеймс Хоуз   | Тоби Уитхаус      | 8,31           | 85                     | 29 апреля 2006           | 2.3         |
| 171           | 4                      | «Девушка в камине» «The Girl in the Fireplace»                                 | 45 минут      | Эйрос Лин     | Стивен Моффат     | 7,9            | 84                     | 6 мая 2006               | 2.4         |
| 172           | 56                     | «Восстание киберлюдей» «Век стали» «Rise of the Cybermen» «The Age of Steel»   | 45 минут      | Грэм Харпер   | Том Макрэй        | 9,22 7,64      | 86                     | 13 мая 2006 20 мая 2006  | 2.5 2.6     |
| 173           | 7                      | «Фонарь идиота» «The Idiot's Lantern»                                          | 45 минут      | Эйрос Лин     | Марк Гэтисс       | 6,76           | 84                     | 27 мая 2006              | 2.7         |
| 174           | 89                     | «Невозможная планета» «Темница Сатаны» «The Impossible Planet» «The Satan Pit» | 45 минут      | Джеймс Стронг | Мэтт Джонс        | 6,32 6,08      | 85 86                  | 3 июня 2006 10 июня 2006 | 2.8 2.9     |
| 175           | 10                     | «Любовь и монстры» «Love & Monsters»                                           | 45 минут      | Дэн Зефф      | Расселл Ти Дейвис | 6,66           | 76                     | 17 июня 2006             | 2.10        |
| 176           | 11                     | «Бойся её» «Fear Her»                                                          | 45 минут      | Эйрос Лин     | Мэттью Грэм       | 7,14           | 83                     | 24 июня 2006             | 2.11        |
| 177           | 1213                   | «Армия призраков» «Судный день» «Army of Ghosts» «Doomsday»                    | 45 минут      | Грэм Харпер   | Расселл Ти Дейвис | 8,19 8,22      | 86 89                  | 1 июля 2006 8 июля 2006  | 2.12 2.13   |

### Специальный рождественский выпуск (2006)
В рождественском спецвыпуске роль спутницы Донны Ноубл исполнила Кэтрин Тейт.
| Номер истории | Номер эпизода в сезоне | Название эпизода                        | Длина эпизода | Режиссёр  | Сценарист         | Зрителей (млн) | Индекс оценки (из 100) | Дата выхода в эфир | Произв. код |
| ------------- | ---------------------- | --------------------------------------- | ------------- | --------- | ----------------- | -------------- | ---------------------- | ------------------ | ----------- |
| 178           | —                      | «Сбежавшая невеста» «The Runaway Bride» | 60 минут      | Эйрос Лин | Расселл Ти Дейвис | 9,38           | 84                     | 25 декабря 2006    | 3X          |

### Сезон 3 (2007)
В сезоне появилась новая спутница Марта Джонс в исполнении Фримы Аджимен.
| Номер истории | Номер эпизода в сезоне | Название эпизода                                                                                                  | Длина эпизода     | Режиссёр              | Сценарист         | Зрителей (млн) | Индекс оценки (из 100) | Дата выхода в эфир                     | Произв. код    |
| ------------- | ---------------------- | --- | ----------------- | --------------------- | ----------------- | -------------- | ---------------------- | -------------------------------------- | -------------- |
| 179           | 1                      | «Смит и Джонс» «Smith and Jones»                                                                                  | 45 минут          | Чарльз Палмер         | Расселл Ти Дейвис | 8,71           | 88                     | 31 марта 2007                          | 3.1            |
| 180           | 2                      | «Код Шекспира» «The Shakespeare Code»                                                                             | 45 минут          | Чарльз Палмер         | Гарет Робертс     | 7,23           | 87                     | 7 апреля 2007                          | 3.2            |
| 181           | 3                      | «Пробка» «Gridlock»                                                                                               | 45 минут          | Ричард Кларк          | Расселл Ти Дейвис | 8,4            | 85                     | 14 апреля 2007                         | 3.3            |
| 182           | 45                     | «Далеки на Манхэттене» «Эволюция далеков» «Daleks in Manhattan» «Evolution of the Daleks»                         | 45 минут          | Джеймс Стронг         | Хелен Рейнор      | 6,69 6,97      | 87 85                  | 21 апреля 2007 28 апреля 2007          | 3.4 3.5        |
| 183           | 6                      | «Эксперимент Лазаруса» «The Lazarus Experiment»                                                                   | 45 минут          | Ричард Кларк          | Стивен Гринхорн   | 7,19           | 86                     | 5 мая 2007                             | 3.6            |
| 184           | 7                      | «42» «42» | 45 минут          | Грэм Харпер           | Крис Чибнелл      | 7,41           | 84                     | 19 мая 2007                            | 3.7            |
| 185           | 89                     | «Человеческая природа» «Семья крови» «Human Nature» «The Family of Blood»                                         | 45 минут          | Чарльз Палмер         | Пол Корнелл       | 7,74 7,21      | 86                     | 26 мая 2007 2 июня 2007                | 3.8 3.9        |
| 186           | 10                     | «Не моргай» «Blink»                                                                                               | 45 минут          | Хетти Макдональд      | Стивен Моффат     | 6,62           | 87                     | 9 июня 2007                            | 3.10           |
| 187           | 111213                 | «Утопия» «Барабанная дробь» «Последний Повелитель времени» «Utopia» «The Sound of Drums» «Last of the Time Lords» | 45 минут 50 минут | Грэм Харпер Колин Тиг | Расселл Ти Дейвис | 7,84 7,51 8,61 | 87 88                  | 16 июня 2007 23 июня 2007 30 июня 2007 | 3.11 3.12 3.13 |

### Специальный рождественский выпуск (2007)
| Номер истории | Номер эпизода в сезоне | Название эпизода                               | Длина эпизода | Режиссёр      | Сценарист         | Зрителей (млн) | Индекс оценки (из 100) | Дата выхода в эфир | Произв. код |
| ------------- | ---------------------- | ---------------------------------------------- | ------------- | ------------- | ----------------- | -------------- | ---------------------- | ------------------ | ----------- |
| 188           | —                      | «Путешествие проклятых» «Voyage of the Damned» | 72 минуты     | Джеймс Стронг | Расселл Ти Дейвис | 13,31          | 85                     | 25 декабря 2007    | 4X          |

### Сезон 4 (2008)
Спутницей Доктора вновь стала Донна Ноубл в исполнении Кэтрин Тейт.
| Номер истории | Номер эпизода в сезоне | Название эпизода                                                                    | Длина эпизода     | Режиссёр        | Сценарист         | Зрителей (млн) | Индекс оценки (из 100) | Дата выхода в эфир        | Произв. код |
| ------------- | ---------------------- | ----------------------------------------------------------------------------------- | ----------------- | --------------- | ----------------- | -------------- | ---------------------- | ------------------------- | ----------- |
| 189           | 1                      | «Соучастники» «Partners in Crime»                                                   | 50 минут          | Джеймс Стронг   | Расселл Ти Дейвис | 9,14           | 88                     | 5 апреля 2008             | 4.1         |
| 190           | 2                      | «Огни Помпеи» «The Fires of Pompeii»                                                | 50 минут          | Колин Тиг       | Джеймс Моран      | 9,04           | 87                     | 12 апреля 2008            | 4.3         |
| 191           | 3                      | «Планета удов» «Planet of the Ood»                                                  | 45 минут          | Грэм Харпер     | Кит Темпл         | 7,5            | 87                     | 19 апреля 2008            | 4.2         |
| 192           | 45                     | «План сонтаранцев» «Отравленное небо» «The Sontaran Stratagem» «The Poison Sky»     | 45 минут          | Дуглас Макиннон | Хелен Рейнор      | 7,06 6,53      | 87 88                  | 26 апреля 2008 3 мая 2008 | 4.4 4.5     |
| 193           | 6                      | «Дочь Доктора» «The Doctor's Daughter»                                              | 45 минут          | Элис Траутон    | Стивен Гринхорн   | 7,33           | 88                     | 10 мая 2008               | 4.6         |
| 194           | 7                      | «Единорог и оса» «The Unicorn and the Wasp»                                         | 45 минут          | Грэм Харпер     | Гарет Робертс     | 8,41           | 86                     | 17 мая 2008               | 4.7         |
| 195           | 89                     | «Тишина в библиотеке» «Лес мертвецов» «Silence in the Library» «Forest of the Dead» | 45 минут          | Эйрос Лин       | Стивен Моффат     | 6,27 7,84      | 89                     | 31 мая 2008 7 июня 2008   | 4.9 4.10    |
| 196           | 10                     | «Полночь» «Midnight»                                                                | 45 минут          | Элис Траутон    | Расселл Ти Дейвис | 8,05           | 86                     | 14 июня 2008              | 4.8         |
| 197           | 11                     | «Поверни налево» «Turn Left»                                                        | 50 минут          | Грэм Харпер     | Расселл Ти Дейвис | 8,09           | 88                     | 21 июня 2008              | 4.11        |
| 198           | 1213                   | «Украденная Земля» «Конец путешествия» «The Stolen Earth» «Journey's End»           | 45 минут 65 минут | Грэм Харпер     | Расселл Ти Дейвис | 8,78 10,57     | 91                     | 28 июня 2008 5 июля 2008  | 4.12 4.13   |

### Специальные выпуски (2008—2010)
Начиная со спецвыпуска «Планета мёртвых», эпизоды начали снимать в качестве HD. В спецвыпусках Доктор путешествовал со временными (на одну историю) спутниками.
| Номер истории                                                 | Номер спец- выпуска                      | Название эпизода                                                                                          | Длина эпизода                            | Режиссёр                                 | Сценарист                                | Зрителей (млн)                           | Индекс оценки (из 100)                   | Дата выхода в эфир                       | Произв. код                              |
| Специальный рождественский выпуск (2008)                      | Специальный рождественский выпуск (2008) | Специальный рождественский выпуск (2008)                                                                  | Специальный рождественский выпуск (2008) | Специальный рождественский выпуск (2008) | Специальный рождественский выпуск (2008) | Специальный рождественский выпуск (2008) | Специальный рождественский выпуск (2008) | Специальный рождественский выпуск (2008) | Специальный рождественский выпуск (2008) |
| ------------------------------------------------------------- | ---------------------------------------- | --- | ---------------------------------------- | ---------------------------------------- | ---------------------------------------- | ---------------------------------------- | ---------------------------------------- | ---------------------------------------- | ---------------------------------------- |
| 199                                                           | 1                                        | «Следующий Доктор» «The Next Doctor»                                                                      | 60 минут                                 | Энди Годдард                             | Расселл Ти Дейвис                        | 13,1                                     | 86                                       | 25 декабря 2008                          | 4.14                                     |
| Специальный пасхальный выпуск (2009)                          |                                          | |                                          |                                          |                                          |                                          |                                          |                                          |                                          |
| 200                                                           | 2                                        | «Планета мёртвых» «Planet of the Dead»                                                                    | 60 минут                                 | Джеймс Стронг                            | Расселл Ти Дейвис Гарет Робертс          | 9,74                                     | 88                                       | 11 апреля 2009                           | 4.15                                     |
| 201                                                           | 3                                        | «Воды Марса» «The Waters of Mars»                                                                         | 60 минут                                 | Грэм Харпер                              | Расселл Ти Дейвис Фил Форд               | 10,32                                    | 88                                       | 15 ноября 2009                           | 4.16                                     |
| Специальные рождественский (2009) и новогодний (2010) выпуски |                                          | |                                          |                                          |                                          |                                          |                                          |                                          |                                          |
| 202                                                           | 45                                       | «Конец времени: Часть 1» «Конец времени: Часть 2» «The End of Time: Part One» «The End of Time: Part Two» | 60 минут 75 минут                        | Эйрос Лин                                | Расселл Ти Дейвис                        | 12,04 12,27                              | 87 89                                    | 25 декабря 2009 1 января 2010            | 4.17 4.18                                |

## Одиннадцатый Доктор
Роль Одиннадцатого Доктора исполнил Мэтт Смит.

### Сезон 5 (2010)
Новым главным сценаристом и исполнительным продюсером стал Стивен Моффат. Вместе с ним исполнительными продюсерами были Пирс Венгер и Бет Уиллис.
Роль новой спутницы Доктора Эми Понд исполняла актриса Карен Гиллан.
| Номер истории | Номер эпизода в сезоне | Название эпизода                                                             | Длина эпизода     | Режиссёр        | Сценарист     | Зрителей (млн) | Индекс оценки (из 100) | Дата выхода в эфир        | Произв. код |
| ------------- | ---------------------- | ---------------------------------------------------------------------------- | ----------------- | --------------- | ------------- | -------------- | ---------------------- | ------------------------- | ----------- |
| 203           | 1                      | «Одиннадцатый час» «The Eleventh Hour»                                       | 65 минут          | Адам Смит       | Стивен Моффат | 10,08          | 86                     | 3 апреля 2010             | 1.1         |
| 204           | 2                      | «Зверь внизу» «The Beast Below»                                              | 45 минут          | Эндрю Ганн      | Стивен Моффат | 8,42           | 86                     | 10 апреля 2010            | 1.2         |
| 205           | 3                      | «Победа далеков» «Victory of the Daleks»                                     | 45 минут          | Эндрю Ганн      | Марк Гэтисс   | 7,82           | 84                     | 17 апреля 2010            | 1.3         |
| 206           | 45                     | «Время ангелов» «Плоть и камень» «The Time of Angels» «Flesh & Stone»        | 45 минут          | Адам Смит       | Стивен Моффат | 8,59 8,50      | 87 86                  | 24 апреля 2010 1 мая 2010 | 1.4 1.5     |
| 207           | 6                      | «Вампиры Венеции» «The Vampires of Venice»                                   | 50 минут          | Джонни Кэмпбелл | Тоби Уитхаус  | 7,68           | 86                     | 8 мая 2010                | 1.6         |
| 208           | 7                      | «Выбор Эми» «Amy's Choice»                                                   | 45 минут          | Кэтрин Морсхэд  | Саймон Най    | 7,55           | 84                     | 15 мая 2010               | 1.7         |
| 209           | 89                     | «Голодная Земля» «Холодная кровь» «The Hungry Earth» «Cold Blood»            | 45 минут          | Эшли Уэй        | Крис Чибнелл  | 6,49 7,49      | 86                     | 22 мая 2010 29 мая 2010   | 1.8 1.9     |
| 210           | 10                     | «Винсент и Доктор» «Vincent and the Doctor»                                  | 45 минут          | Джонни Кэмпбелл | Ричард Кёртис | 6,76           | 86                     | 5 июня 2010               | 1.10        |
| 211           | 11                     | «Квартирант» «The Lodger»                                                    | 45 минут          | Кэтрин Морсхэд  | Гарет Робертс | 6,44           | 87                     | 12 июня 2010              | 1.11        |
| 212           | 1213                   | «Пандорика открывается» «Большой взрыв» «The Pandorica Opens» «The Big Bang» | 50 минут 55 минут | Тоби Хэйнс      | Стивен Моффат | 7,58 6,70      | 88 89                  | 19 июня 2010 26 июня 2010 | 1.12 1.13   |

### Специальный рождественский выпуск (2010)
Рори Уильямс в исполнении Артура Дарвилла стал постоянным спутником вместе с Эми Понд (Карен Гиллан).
| Номер истории | Номер эпизода в сезоне | Название эпизода                           | Длина эпизода | Режиссёр   | Сценарист     | Зрителей (млн) | Индекс оценки (из 100) | Дата выхода в эфир | Произв. код |
| ------------- | ---------------------- | ------------------------------------------ | ------------- | ---------- | ------------- | -------------- | ---------------------- | ------------------ | ----------- |
| 213           | —                      | «Рождественская песнь» «A Christmas Carol» | 60 минут      | Тоби Хэйнс | Стивен Моффат | 12,11          | 83                     | 25 декабря 2010    | 2.X         |

### Сезон 6 (2011)
Сезон был разделён на две части, первая из которых вышла весной 2011 года, а вторая — осенью.
| Номер истории | Номер эпизода в сезоне | Название эпизода                                                                 | Длина эпизода | Режиссёр        | Сценарист     | Зрителей (млн) | Индекс оценки (из 100) | Дата выхода в эфир            | Произв. код |
| Часть 1       | Часть 1                | Часть 1                                                                          | Часть 1       | Часть 1         | Часть 1       | Часть 1        | Часть 1                | Часть 1                       | Часть 1     |
| ------------- | ---------------------- | -------------------------------------------------------------------------------- | ------------- | --------------- | ------------- | -------------- | ---------------------- | ----------------------------- | ----------- |
| 214           | 12                     | «Невозможный астронавт» «День Луны» «The Impossible Astronaut» «Day of the Moon» | 45 минут      | Тоби Хэйнс      | Стивен Моффат | 8,86 7,3       | 88 87                  | 23 апреля 2011 30 апреля 2011 | 2.1 2.2     |
| 215           | 3                      | «Проклятие чёрной метки» «The Curse of the Black Spot»                           | 45 минут      | Джереми Уэбб    | Стив Томпсон  | 7,85           | 86                     | 7 мая 2011                    | 2.9         |
| 216           | 4                      | «Жена Доктора» «The Doctor's Wife»                                               | 45 минут      | Ричард Кларк    | Нил Гейман    | 7,97           | 87                     | 14 мая 2011                   | 2.3         |
| 217           | 56                     | «Мятежная плоть» «Почти люди» «The Rebel Flesh» «The Almost People»              | 45 минут      | Джулиан Симпсон | Мэттью Грэм   | 7,35 6,72      | 85 86                  | 21 мая 2011 28 мая 2011       | 2.5 2.6     |
| 218           | 7                      | «Хороший человек идёт на войну» «A Good Man Goes to War»                         | 50 минут      | Питер Хоар      | Стивен Моффат | 7,51           | 88                     | 4 июня 2011                   | 2.7         |
| Часть 2       |                        |                                                                                  |               |                 |               |                |                        |                               |             |
| 219           | 8                      | «Давай убьём Гитлера» «Let’s Kill Hitler»                                        | 50 минут      | Ричард Сениор   | Стивен Моффат | 8,1            | 85                     | 27 августа 2011               | 2.8         |
| 220           | 9                      | «Ночные кошмары» «Night Terrors»                                                 | 45 минут      | Ричард Кларк    | Марк Гэтисс   | 7,07           | 86                     | 3 сентября 2011               | 2.4         |
| 221           | 10                     | «Девочка, которая ждала» «The Girl Who Waited»                                   | 45 минут      | Ник Харран      | Том Макрэй    | 7,6            | 85                     | 10 сентября 2011              | 2.10        |
| 222           | 11                     | «Комплекс Бога» «The God Complex»                                                | 50 минут      | Ник Харран      | Тоби Уитхаус  | 6,77           | 86                     | 17 сентября 2011              | 2.11        |
| 223           | 12                     | «Время на исходе» «Closing Time»                                                 | 45 минут      | Стив Хьюз       | Гарет Робертс | 6,93           | 86                     | 24 сентября 2011              | 2.12        |
| 224           | 13                     | «Свадьба Ривер Сонг» «The Wedding of River Song»                                 | 45 минут      | Джереми Уэбб    | Стивен Моффат | 7,67           | 86                     | 1 октября 2011                | 2.13        |

### Специальный рождественский выпуск (2011)
Кэролайн Скиннер заменила Бет Уиллис на посту исполнительного продюсера. Спутницей в спецвыпуске была Мэдж Арвелл в исполнении Клэр Скиннер.
| Номер истории | Номер эпизода в сезоне | Название эпизода                                                         | Длина эпизода | Режиссёр        | Сценарист     | Зрителей (млн) | Индекс оценки (из 100) | Дата выхода в эфир |
| ------------- | ---------------------- | ------------------------------------------------------------------------ | ------------- | --------------- | ------------- | -------------- | ---------------------- | ------------------ |
| 225           | —                      | «Доктор, вдова и платяной шкаф» «The Doctor, the Widow and the Wardrobe» | 60 минут      | Фаррен Блэкберн | Стивен Моффат | 10,77          | 84                     | 25 декабря 2011    |

### Сезон 7 (2012—2013)
Сезон был разбит на две части. Первая с пятью эпизодами вышла осенью 2012 года, вторая с восемью эпизодами — весной 2013 года, а между ними вышел рождественский спецвыпуск. Пирс Венгер покинул пост исполнительного продюсера.
Во второй части сезона постоянной спутницей Доктора стала Клара Освальд в исполнении Дженны Коулман.
| Номер истории                            | Номер эпизода в сезоне | Название эпизода                                                    | Длина эпизода | Режиссёр         | Сценарист     | Зрителей (млн) | Индекс оценки (из 100) | Дата выхода в эфир |
| Часть 1                                  | Часть 1                | Часть 1                                                             | Часть 1       | Часть 1          | Часть 1       | Часть 1        | Часть 1                | Часть 1            |
| ---------------------------------------- | ---------------------- | ------------------------------------------------------------------- | ------------- | ---------------- | ------------- | -------------- | ---------------------- | ------------------ |
| 226                                      | 1                      | «Изолятор далеков» «Asylum of the Daleks»                           | 50 минут      | Ник Харран       | Стивен Моффат | 8,33           | 89                     | 1 сентября 2012    |
| 227                                      | 2                      | «Динозавры на космическом корабле» «Dinosaurs on a Spaceship»       | 45 минут      | Сол Мецстин      | Крис Чибнелл  | 7,57           | 87                     | 8 сентября 2012    |
| 228                                      | 3                      | «Город под названием Милосердие» «A Town Called Mercy»              | 45 минут      | Сол Мецстин      | Тоби Уитхаус  | 8,42           | 85                     | 15 сентября 2012   |
| 229                                      | 4                      | «Сила трёх» «The Power of Three»                                    | 45 минут      | Дуглас Макиннон  | Крис Чибнелл  | 7,67           | 87                     | 22 сентября 2012   |
| 230                                      | 5                      | «Ангелы захватывают Манхэттен» «The Angels Take Manhattan»          | 45 минут      | Ник Харран       | Стивен Моффат | 7,82           | 88                     | 29 сентября 2012   |
| Специальный рождественский выпуск (2012) |                        |                                                                     |               |                  |               |                |                        |                    |
| 231                                      | —                      | «Снеговики» «The Snowmen»                                           | 60 минут      | Сол Мецстин      | Стивен Моффат | 9,87           | 87                     | 25 декабря 2012    |
| Часть 2                                  |                        |                                                                     |               |                  |               |                |                        |                    |
| 232                                      | 6                      | «Колокола Святого Иоанна» «The Bells of Saint John»                 | 45 минут      | Колм Маккарти    | Стивен Моффат | 8,44           | 87                     | 30 марта 2013      |
| 233                                      | 7                      | «Кольца Акатена» «The Rings of Akhaten»                             | 45 минут      | Фаррен Блэкберн  | Нил Кросс     | 7,45           | 84                     | 6 апреля 2013      |
| 234                                      | 8                      | «Холодная война» «Cold War»                                         | 45 минут      | Дуглас Макиннон  | Марк Гэтисс   | 7,37           | 84                     | 13 апреля 2013     |
| 235                                      | 9                      | «Прячься» «Hide»                                                    | 45 минут      | Джейми Пейн      | Нил Кросс     | 6,61           | 85                     | 20 апреля 2013     |
| 236                                      | 10                     | «Путешествие к центру ТАРДИС» «Journey to the Centre of the TARDIS» | 45 минут      | Мэт Кинг         | Стив Томпсон  | 6,52           | 85                     | 27 апреля 2013     |
| 237                                      | 11                     | «Багровый ужас» «The Crimson Horror»                                | 45 минут      | Сол Мецстин      | Марк Гэтисс   | 6,47           | 85                     | 4 мая 2013         |
| 238                                      | 12                     | «Серебряный кошмар» «Nightmare in Silver»                           | 45 минут      | Стивен Вулфенден | Нил Гейман    | 6,64           | 84                     | 11 мая 2013        |
| 239                                      | 13                     | «Имя Доктора» «The Name of the Doctor»                              | 45 минут      | Сол Мецстин      | Стивен Моффат | 7,45           | 88                     | 18 мая 2013        |

### Специальные выпуски (2013)
Исполнительным продюсером спецвыпуска к 50-летию сериала после ухода Кэролайн Скиннер стала Фейт Пенхейл. С рождественского спецвыпуска новым исполнительным продюсером стал Брайан Минчин, в прошлом — редактор сценариев пятого сезона.
В спецвыпуске к 50-летию сериала вернулись Дэвид Теннант (Десятый Доктор) и Билли Пайпер. Также к ним присоединился Джон Хёрт в роли Военного Доктора.
| Номер истории                            | Номер спец- выпуска                   | Название эпизода                         | Длина эпизода                         | Режиссёр                              | Сценарист                             | Зрителей (млн)                        | Индекс оценки (из 100)                | Дата выхода в эфир                    |
| Специальный выпуск к 50-летию сериала    | Специальный выпуск к 50-летию сериала | Специальный выпуск к 50-летию сериала    | Специальный выпуск к 50-летию сериала | Специальный выпуск к 50-летию сериала | Специальный выпуск к 50-летию сериала | Специальный выпуск к 50-летию сериала | Специальный выпуск к 50-летию сериала | Специальный выпуск к 50-летию сериала |
| ---------------------------------------- | ------------------------------------- | ---------------------------------------- | ------------------------------------- | ------------------------------------- | ------------------------------------- | ------------------------------------- | ------------------------------------- | ------------------------------------- |
| 240                                      | 1                                     | «День Доктора» «The Day of the Doctor»   | 77 минут                              | Ник Харран                            | Стивен Моффат                         | 12,8                                  | 88                                    | 23 ноября 2013                        |
| Специальный рождественский выпуск (2013) |                                       |                                          |                                       |                                       |                                       |                                       |                                       |                                       |
| 241                                      | 2                                     | «Время Доктора» «The Time of the Doctor» | 60 минут                              | Джейми Пейн                           | Стивен Моффат                         | 11,14                                 | 83                                    | 25 декабря 2013                       |

## Двенадцатый Доктор
Роль Двенадцатого Доктора исполнил Питер Капальди.

### Сезон 8 (2014)
Сезоны стали содержать по 12 эпизодов вместо прежних 13.
| Номер истории | Номер эпизода в сезоне | Название эпизода                                                 | Длина эпизода     | Режиссёр         | Сценарист                   | Зрителей (млн) | Индекс оценки (из 100) | Дата выхода в эфир          |
| ------------- | ---------------------- | ---------------------------------------------------------------- | ----------------- | ---------------- | --------------------------- | -------------- | ---------------------- | --------------------------- |
| 242           | 1                      | «Глубокий вдох» «Deep Breath»                                    | 76 минут          | Бен Уитли        | Стивен Моффат               | 9,17           | 82                     | 23 августа 2014             |
| 243           | 2                      | «Внутрь далека» «Into the Dalek»                                 | 45 минут          | Бен Уитли        | Фил Форд Стивен Моффат      | 7,29           | 84                     | 30 августа 2014             |
| 244           | 3                      | «Робот из Шервуда» «Robot of Sherwood»                           | 45 минут          | Пол Мёрфи        | Марк Гэтисс                 | 7,28           | 82                     | 6 сентября 2014             |
| 245           | 4                      | «Слушай» «Listen»                                                | 45 минут          | Дуглас Макиннон  | Стивен Моффат               | 7,01           | 82                     | 13 сентября 2014            |
| 246           | 5                      | «Ограбление во времени» «Time Heist»                             | 45 минут          | Дуглас Маккиннон | Стив Томпсон Стивен Моффат  | 6,99           | 84                     | 20 сентября 2014            |
| 247           | 6                      | «Смотритель» «The Caretaker»                                     | 45 минут          | Пол Мёрфи        | Гарет Робертс Стивен Моффат | 6,82           | 83                     | 27 сентября 2014            |
| 248           | 7                      | «Убить Луну» «Kill the Moon»                                     | 45 минут          | Пол Уилмсхёрст   | Питер Харнесс               | 6,91           | 82                     | 4 октября 2014              |
| 249           | 8                      | «Мумия в „Восточном экспрессе“» «Mummy on the Orient Express»    | 45 минут          | Пол Уилмсхёрст   | Джейми Мэтисон              | 7,11           | 85                     | 11 октября 2014             |
| 250           | 9                      | «Плоскость» «Flatline»                                           | 45 минут          | Дуглас Маккиннон | Джейми Мэтисон              | 6,71           | 85                     | 18 октября 2014             |
| 251           | 10                     | «В лесу ночном» «In the Forest of the Night»                     | 45 минут          | Шери Фолксон     | Фрэнк Коттрелл-Бойс         | 6,92           | 83                     | 25 октября 2014             |
| 252           | 1112                   | «Тёмная вода» «Смерть на небесах» «Dark Water» «Death in Heaven» | 45 минут 60 минут | Рэйчел Талалэй   | Стивен Моффат               | 7,34 7,6       | 85 83                  | 1 ноября 2014 8 ноября 2014 |

### Специальный рождественский выпуск (2014)
| Номер истории | Номер эпизода в сезоне | Название эпизода                       | Длина эпизода | Режиссёр       | Сценарист     | Зрителей (млн) | Индекс оценки (из 100) | Дата выхода в эфир |
| ------------- | ---------------------- | -------------------------------------- | ------------- | -------------- | ------------- | -------------- | ---------------------- | ------------------ |
| 253           | —                      | «Последнее Рождество» «Last Christmas» | 60 минут      | Пол Уилмсхёрст | Стивен Моффат | 8,28           | 82                     | 25 декабря 2014    |

### Сезон 9 (2015)
| Номер истории | Номер эпизода в сезоне | Название эпизода                                                                         | Длина эпизода | Режиссёр           | Сценарист                    | Зрителей (млн) | Индекс оценки (из 100) | Дата выхода в эфир                |
| ------------- | ---------------------- | ---------------------------------------------------------------------------------------- | ------------- | ------------------ | ---------------------------- | -------------- | ---------------------- | --------------------------------- |
| 254           | 12                     | «Ученик волшебника» «Фамильяр ведьмы» «The Magician's Apprentice» «The Witch's Familiar» | 50 минут      | Хетти Макдональд   | Стивен Моффат                | 6,54 5,71      | 84 83                  | 19 сентября 2015 26 сентября 2015 |
| 255           | 34                     | «На дне озера» «Перед потопом» «Under the Lake» «Before the Flood»                       | 45 минут      | Дэниел О’Хара      | Тоби Уитхаус                 | 5,63 6,05      | 84 83                  | 3 октября 2015 10 октября 2015    |
| 256           | 5                      | «Девочка, которая умерла» «The Girl Who Died»                                            | 45 минут      | Эд Базалджетт      | Джейми Мэтисон Стивен Моффат | 6,56           | 82                     | 17 октября 2015                   |
| 257           | 6                      | «Женщина, которая выжила» «The Woman Who Lived»                                          | 45 минут      | Эд Базалджетт      | Кэтрин Трегенна              | 6,11           | 81                     | 24 октября 2015                   |
| 258           | 78                     | «Вторжение зайгонов» «Преображение зайгонов» «The Zygon Invasion» «The Zygon Inversion»  | 45 минут      | Дэниел Неттхейм    | Питер Харнесс Стивен Моффат  | 5,76 6,03      | 82 84                  | 31 октября 2015 7 ноября 2015     |
| 259           | 9                      | «Не спите больше» «Sleep No More»                                                        | 45 минут      | Джастин Молотников | Марк Гэтисс                  | 5,61           | 78                     | 14 ноября 2015                    |
| 260           | 10                     | «Узри ворона» «Face the Raven»                                                           | 50 минут      | Джастин Молотников | Сара Доллард                 | 6,05           | 84                     | 21 ноября 2015                    |
| 261           | 11                     | «Ниспосланный с небес» «Heaven Sent»                                                     | 55 минут      | Рэйчел Талалэй     | Стивен Моффат                | 6,19           | 80                     | 28 ноября 2015                    |
| 262           | 12                     | «С дьявольским упорством» «Hell Bent»                                                    | 60 минут      | Рэйчел Талалэй     | Стивен Моффат                | 6,17           | 82                     | 5 декабря 2015                    |

### Специальные выпуски (2015—2016)
В спецвыпуске «Мужья Ривер Сонг» вернулась и стала спутницей Ривер Сонг в исполнении Алекс Кингстон. В спецвыпуске «Возвращение Доктора Мистерио» постоянным спутником Доктора стал Нардол в исполнении Мэтта Лукаса, вернувшийся из предыдущего эпизода.
| Номер истории                            | Номер эпизода в сезоне                   | Название эпизода                                               | Длина эпизода                            | Режиссёр                                 | Сценарист                                | Зрителей (млн)                           | Индекс оценки (из 100)                   | Дата выхода в эфир                       |
| Специальный рождественский выпуск (2015) | Специальный рождественский выпуск (2015) | Специальный рождественский выпуск (2015)                       | Специальный рождественский выпуск (2015) | Специальный рождественский выпуск (2015) | Специальный рождественский выпуск (2015) | Специальный рождественский выпуск (2015) | Специальный рождественский выпуск (2015) | Специальный рождественский выпуск (2015) |
| ---------------------------------------- | ---------------------------------------- | -------------------------------------------------------------- | ---------------------------------------- | ---------------------------------------- | ---------------------------------------- | ---------------------------------------- | ---------------------------------------- | ---------------------------------------- |
| 263                                      | —                                        | «Мужья Ривер Сонг» «The Husbands of River Song»                | 60 минут                                 | Дуглас Макиннон                          | Стивен Моффат                            | 7,69                                     | 82                                       | 25 декабря 2015                          |
| Специальный рождественский выпуск (2016) |                                          |                                                                |                                          |                                          |                                          |                                          |                                          |                                          |
| 264                                      | —                                        | «Возвращение Доктора Мистерио» «The Return of Doctor Mysterio» | 60 минут                                 | Эд Базалджетт                            | Стивен Моффат                            | 7,83                                     | 82                                       | 25 декабря 2016                          |

### Сезон 10 (2017)
Спутниками Доктора стали Билл Поттс в исполнении Пёрл Маки и Нардол (Мэтт Лукас).
| Номер истории | Номер эпизода в сезоне | Название эпизода                                                                     | Длина эпизода     | Режиссёр        | Сценарист                   | Зрителей (млн) | Индекс оценки (из 100) | Дата выхода в эфир       |
| ------------- | ---------------------- | ------------------------------------------------------------------------------------ | ----------------- | --------------- | --------------------------- | -------------- | ---------------------- | ------------------------ |
| 265           | 1                      | «Пилот» «The Pilot»                                                                  | 50 минут          | Лоуренс Гоф     | Стивен Моффат               | 6,68           | 83                     | 15 апреля 2017           |
| 266           | 2                      | «Улыбнись» «Smile»                                                                   | 45 минут          | Лоуренс Гоф     | Фрэнк Коттрелл-Бойс         | 5,98           | 83                     | 22 апреля 2017           |
| 267           | 3                      | «Тонкий лёд» «Thin Ice»                                                              | 45 минут          | Билл Андерсон   | Сара Доллард                | 5,61           | 84                     | 29 апреля 2017           |
| 268           | 4                      | «Тук-тук» «Knock Knock»                                                              | 45 минут          | Билл Андерсон   | Майк Бартлетт               | 5,73           | 83                     | 6 мая 2017               |
| 269           | 5                      | «Кислород» «Oxygen»                                                                  | 45 минут          | Чарльз Палмер   | Джейми Мэтисон              | 5,27           | 83                     | 13 мая 2017              |
| 270           | 6                      | «Экстремис» «Extremis»                                                               | 49 минут          | Дэниел Неттхейм | Стивен Моффат               | 5,53           | 82                     | 20 мая 2017              |
| 271           | 7                      | «Пирамида на краю света» «The Pyramid at the End of the World»                       | 46 минут          | Дэниел Неттхейм | Питер Харнесс Стивен Моффат | 5,79           | 82                     | 27 мая 2017              |
| 272           | 8                      | «Положение» «The Lie of the Land»                                                    | 45 минут          | Уэйн Йип        | Тоби Уитхаус                | 4,82           | 82                     | 3 июня 2017              |
| 273           | 9                      | «Императрица Марса» «Empress of Mars»                                                | 44 минуты         | Уэйн Йип        | Марк Гэтисс                 | 5,02           | 83                     | 10 июня 2017             |
| 274           | 10                     | «Пожиратели света» «The Eaters of Light»                                             | 42 минуты         | Чарльз Палмер   | Рона Манро                  | 4,73           | 81                     | 17 июня 2017             |
| 275           | 1112                   | «Будь вечны наши жизни» «Падение Доктора» «World Enough and Time» «The Doctor Falls» | 45 минут 60 минут | Рэйчел Талалэй  | Стивен Моффат               | 5 5,3          | 85 83                  | 24 июня 2017 1 июля 2017 |

### Специальный рождественский выпуск (2017)
В спецвыпуске появился Дэвид Брэдли, исполнивший роль Первого Доктора.
| Номер истории | Номер эпизода в сезоне | Название эпизода                        | Длина эпизода | Режиссёр       | Сценарист     | Зрителей (млн) | Индекс оценки (из 100) | Дата выхода в эфир |
| ------------- | ---------------------- | --------------------------------------- | ------------- | -------------- | ------------- | -------------- | ---------------------- | ------------------ |
| 276           | —                      | «Дважды во времени» «Twice Upon A Time» | 60 минут      | Рэйчел Талалэй | Стивен Моффат | 7,92           | 81                     | 25 декабря 2017    |

## Тринадцатый Доктор
Роль Тринадцатого Доктора исполнила актриса Джоди Уиттакер.

### Сезон 11 (2018)
Крис Чибнелл занял пост главного сценариста и исполнительного продюсера. Новыми исполнительными продюсерами также стали Мэтт Стривенс и Сэм Хойл. Новым композитором стал Сегун Акинола. Количество эпизодов в сезонах было сокращено с 12 до 10, а стандартная продолжительность увеличена с 45 до 50 минут. Эпизоды стали выходить по воскресеньям вместо суббот.
Новых спутников Доктора Грэма О’Брайена, Райана Синклера и Ясмин Хан сыграли Брэдли Уолш, Тосин Коул и Мандип Гилл соответственно.
| Номер истории | Номер эпизода в сезоне | Название эпизода                                                | Длина эпизода | Режиссёр          | Сценарист                   | Зрителей (млн) | Индекс оценки (из 100) | Дата выхода в эфир |
| ------------- | ---------------------- | --------------------------------------------------------------- | ------------- | ----------------- | --------------------------- | -------------- | ---------------------- | ------------------ |
| 277           | 1                      | «Женщина, которая упала на Землю» «The Woman Who Fell to Earth» | 64 минуты     | Джейми Чайлдс     | Крис Чибнелл                | 10,96          | 83                     | 7 октября 2018     |
| 278           | 2                      | «Призрачный памятник» «The Ghost Monument»                      | 49 минут      | Марк Тондерай     | Крис Чибнелл                | 9              | 82                     | 14 октября 2018    |
| 279           | 3                      | «Роза» «Rosa»                                                   | 50 минут      | Марк Тондерай     | Мэлори Блэкмен Крис Чибнелл | 8,37           | 83                     | 21 октября 2018    |
| 280           | 4                      | «Арахниды в Великобритании» «Arachnids in the UK»               | 49 минут      | Салли Апрахамян   | Крис Чибнелл                | 8,22           | 83                     | 28 октября 2018    |
| 281           | 5                      | «Головоломка Цуранга» «The Tsuranga Conundrum»                  | 51 минута     | Дженнифер Перротт | Крис Чибнелл                | 7,76           | 79                     | 4 ноября 2018      |
| 282           | 6                      | «Демоны Пенджаба» «Demons of the Punjab»                        | 50 минут      | Джейми Чайлдс     | Винай Пател                 | 7,48           | 80                     | 11 ноября 2018     |
| 283           | 7                      | «Керблам!» «Kerblam!»                                           | 49 минут      | Дженнифер Перротт | Пит Мактай                  | 7,46           | 81                     | 18 ноября 2018     |
| 284           | 8                      | «Искатели ведьм» «The Witchfinders»                             | 47 минут      | Салли Апрахамян   | Джой Уилкинсон              | 7,21           | 81                     | 25 ноября 2018     |
| 285           | 9                      | «Оно забирает тебя» «It Takes You Away»                         | 49 минут      | Джейми Чайлдс     | Эд Хайм                     | 6,42           | 80                     | 2 декабря 2018     |
| 286           | 10                     | «Битва на Ранскур Ав Колосе» «The Battle of Ranskoor Av Kolos»  | 50 минут      | Джейми Чайлдс     | Крис Чибнелл                | 6,65           | 79                     | 9 декабря 2018     |

### Специальный новогодний выпуск (2019)
Традиционный с 2005 года рождественский спецвыпуск был заменён новогодним.
| Номер истории | Номер эпизода в сезоне | Название эпизода       | Длина эпизода | Режиссёр | Сценарист    | Зрителей (млн) | Индекс оценки (из 100) | Дата выхода в эфир |
| ------------- | ---------------------- | ---------------------- | ------------- | -------- | ------------ | -------------- | ---------------------- | ------------------ |
| 287           | —                      | «Решение» «Resolution» | 60 минут      | Уэйн Йип | Крис Чибнелл | 6,95           | 80                     | 1 января 2019      |

### Сезон 12 (2020)
| Номер истории | Номер эпизода в сезоне | Название эпизода                                                                          | Длина эпизода     | Режиссёр                            | Сценарист                  | Зрителей (млн) | Индекс оценки (из 100) | Дата выхода в эфир           |
| ------------- | ---------------------- | ----------------------------------------------------------------------------------------- | ----------------- | ----------------------------------- | -------------------------- | -------------- | ---------------------- | ---------------------------- |
| 288           | 12                     | «Спайфолл: Часть 1» «Спайфолл: Часть 2» «Spyfall: Part One» «Spyfall: Part Two»           | 59 минут 60 минут | Джейми Магнус Стоун Ли Хейвен Джонс | Крис Чибнелл               | 6,89 6,07      | 82                     | 1 января 2020 5 января 2020  |
| 289           | 3                      | «Сирота-55» «Orphan 55»                                                                   | 46 минут          | Ли Хейвен Джонс                     | Эд Хайм                    | 5,38           | 77                     | 12 января 2020               |
| 290           | 4                      | «Ночь ужасов Николы Теслы» «Nikola Tesla’s Night of Terror»                               | 50 минут          | Нида Манзур                         | Нина Метивье               | 5,2            | 79                     | 19 января 2020               |
| 291           | 5                      | «Беглец джудунов» «Fugitive of the Judoon»                                                | 50 минут          | Нида Манзур                         | Винай Пател Крис Чибнелл   | 5,57           | 83                     | 26 января 2020               |
| 292           | 6                      | «Праксей» «Praxeus»                                                                       | 49 минут          | Джейми Магнус Стоун                 | Пит Мактай Крис Чибнелл    | 5,22           | 78                     | 2 февраля 2020               |
| 293           | 7                      | «Вы меня слышите?» «Can You Hear Me?»                                                     | 49 минут          | Эмма Салливан                       | Шарлин Джеймс Крис Чибнелл | 4,9            | 78                     | 9 февраля 2020               |
| 294           | 8                      | «Призраки виллы Диодати» «The Haunting of Villa Diodati»                                  | 49 минут          | Эмма Салливан                       | Максин Алдертон            | 5,07           | 80                     | 16 февраля 2020              |
| 295           | 910                    | «Вознесение киберлюдей» «Вечные дети» «Ascension of the Cybermen» «The Timeless Children» | 49 минут 65 минут | Джейми Магнус Стоун                 | Крис Чибнелл               | 4,99 4,69      | 81 82                  | 23 февраля 2020 1 марта 2020 |

### Специальный новогодний выпуск (2021)
| Номер истории | Номер эпизода в сезоне | Название эпизода                               | Длина эпизода | Режиссёр        | Сценарист    | Зрителей (млн) | Индекс оценки (из 100) | Дата выхода в эфир |
| ------------- | ---------------------- | ---------------------------------------------- | ------------- | --------------- | ------------ | -------------- | ---------------------- | ------------------ |
| 296           | —                      | «Революция далеков» «Revolution of the Daleks» | 71 минута     | Ли Хейвен Джонс | Крис Чибнелл | 6,25           | 79                     | 1 января 2021      |

### Сезон 13 (2021)
Из-за пандемии COVID-19 сезон был сокращён до 6 серий и объединён в одну историю, получившую название «Поток» (англ. Flux).
Новым спутником наряду с Ясмин Хан (Мандип Гилл) стал Дэн Льюис в исполнении Джона Бишопа.
| Номер истории | Номер эпизода в сезоне | Название эпизода                                                                 | Длина эпизода | Режиссёр            | Сценарист                    | Зрителей (млн) | Индекс оценки (из 100) | Дата выхода в эфир |
| ------------- | ---------------------- | -------------------------------------------------------------------------------- | ------------- | ------------------- | ---------------------------- | -------------- | ---------------------- | ------------------ |
| 297a          | 1                      | «Глава первая: Хэллоуинский апокалипсис» «Chapter One: The Halloween Apocalypse» | 50 минут      | Джейми Магнус Стоун | Крис Чибнелл                 | 5,81           | 76                     | 31 октября 2021    |
| 297b          | 2                      | «Глава вторая: Война сонтаранцев» «Chapter Two: War of the Sontarans»            | 59 минут      | Джейми Магнус Стоун | Крис Чибнелл                 | 5,13           | 77                     | 7 ноября 2021      |
| 297c          | 3                      | «Глава третья: Однажды во времени» «Chapter Three: Once, Upon Time»              | 49 минут      | Азхур Салим         | Крис Чибнелл                 | 4,7            | 75                     | 14 ноября 2021     |
| 297d          | 4                      | «Глава четвёртая: Деревня ангелов» «Chapter Four: Village of the Angels»         | 56 минут      | Джейми Магнус Стоун | Крис Чибнелл Максин Алдертон | 4,57           | 79                     | 21 ноября 2021     |
| 297e          | 5                      | «Глава пятая: Пережившие Поток» «Chapter Five: Survivors of the Flux»            | 50 минут      | Азхур Салим         | Крис Чибнелл                 | 4,83           | 77                     | 28 ноября 2021     |
| 297f          | 6                      | «Глава шестая: Сокрушители» «Chapter Six: The Vanquishers»                       | 59 минут      | Азхур Салим         | Крис Чибнелл                 | 4,64           | 76                     | 5 декабря 2021     |

### Специальные выпуски (2022)
| Номер истории                           | Номер эпизода в сезоне               | Название эпизода                                        | Длина эпизода                        | Режиссёр                             | Сценарист                            | Зрителей (млн)                       | Индекс оценки (из 100)               | Дата выхода в эфир                   |
| Специальный новогодний выпуск (2022)    | Специальный новогодний выпуск (2022) | Специальный новогодний выпуск (2022)                    | Специальный новогодний выпуск (2022) | Специальный новогодний выпуск (2022) | Специальный новогодний выпуск (2022) | Специальный новогодний выпуск (2022) | Специальный новогодний выпуск (2022) | Специальный новогодний выпуск (2022) |
| --------------------------------------- | ------------------------------------ | ------------------------------------------------------- | ------------------------------------ | ------------------------------------ | ------------------------------------ | ------------------------------------ | ------------------------------------ | ------------------------------------ |
| 298                                     | 1                                    | «Канун далеков» «Eve of the Daleks»                     | 58 минут                             | Аннетта Лауфер                       | Крис Чибнелл                         | 4,4                                  | 77                                   | 1 января 2022                        |
| Специальный пасхальный выпуск (2022)    |                                      |                                                         |                                      |                                      |                                      |                                      |                                      |                                      |
| 299                                     | 2                                    | «Легенда о морских дьяволах» «Legend of the Sea Devils» | 48 минут                             | Хаолу Ван                            | Элла Роуд Крис Чибнелл               | 3,47                                 | 76                                   | 17 апреля 2022                       |
| Специальный выпуск к 100-летию Би-би-си |                                      |                                                         |                                      |                                      |                                      |                                      |                                      |                                      |
| 300                                     | 3                                    | «Сила Доктора» «The Power of the Doctor»                | 87 минут                             | Джейми Магнус Стоун                  | Крис Чибнелл                         | 5,3                                  | 82                                   | 23 октября 2022                      |

## Четырнадцатый Доктор
Роль Четырнадцатого Доктора исполнил Дэвид Теннант, который ранее играл Десятого Доктора.

### Специальные выпуски к 60-летию сериала (2023)
Расселл Ти Дейвис, главный сценарист с 2005 по 2010 год, вновь стал шоураннером (главным сценаристом и исполнительным продюсером) сериала. Би-би-си вступила в партнёрство с производственной компанией «Bad Wolf», основанной бывшим исполнительным продюсером сериала Джули Гарднер и бывшей главой драмы в Би-би-си Джейн Трантер. Джули Гарднер, Джейн Трантер, Фил Коллинсон и Джоэл Коллинс также стали новыми исполнительными продюсерами. Композитором сериала вновь стал Мюррей Голд, который был на этом посту с 2005 по 2017 год. Начиная с данных спецвыпусков, премьера эпизодов снова проходит по субботам (впервые с 2017 года), одновременно в Великобритании и Ирландии на канале BBC One и на стриминговом сервисе Disney+ в остальном мире.
Вместе с Дэвидом Теннантом в сериал на время спецвыпусков к 60-летию вернулась Кэтрин Тейт в роли спутницы Донны Ноубл.
| Номер истории | Номер спец- выпуска | Название эпизода                      | Длина эпизода | Режиссёр       | Сценарист                                                         | Зрителей (млн) | Индекс оценки (из 100) | Дата выхода в эфир |
| ------------- | ------------------- | ------------------------------------- | ------------- | -------------- | ----------------------------------------------------------------- | -------------- | ---------------------- | ------------------ |
| 301           | 1                   | «Звёздный зверь» «The Star Beast»     | 57 минут      | Рэйчел Талалэй | Расселл Ти Дейвис, на основе истории Пата Миллса и Дэйва Гиббонса | 7,61           | 84                     | 25 ноября 2023     |
| 302           | 2                   | «Дикая синяя даль» «Wild Blue Yonder» | 54 минуты     | Том Кингсли    | Расселл Ти Дейвис                                                 | 7,14           | 83                     | 2 декабря 2023     |
| 303           | 3                   | «Смешок» «The Giggle»                 | 61 минута     | Чания Баттон   | Расселл Ти Дейвис                                                 | 6,85           | 85                     | 9 декабря 2023     |

## Пятнадцатый Доктор
Пятнадцатого Доктора сыграл актёр Шути Гатва.

### Специальный рождественский выпуск (2023)
Новогодние спецвыпуски были заменены обратно на рождественские, которых не было с 2017 года. В спецвыпуске появилась новая спутница Доктора Руби Сандей, которую играет Милли Гибсон.
| Номер истории | Номер эпизода в сезоне | Название эпизода                                 | Длина эпизода | Режиссёр      | Сценарист         | Зрителей (млн) | Индекс оценки (из 100) | Дата выхода в эфир |
| ------------- | ---------------------- | ------------------------------------------------ | ------------- | ------------- | ----------------- | -------------- | ---------------------- | ------------------ |
| 304           | —                      | «Церковь на Руби-роуд» «The Church on Ruby Road» | 55 минут      | Марк Тондерай | Расселл Ти Дейвис | 7,49           | 82                     | 25 декабря 2023    |

### Сезон 14 (2024)
Официально называется 1-м сезоном. Сезоны стали состоять из 8 эпизодов.
| Номер истории | Номер эпизода в сезоне | Название эпизода                                                                       | Длина эпизода      | Режиссёр            | Сценарист                 | Зрителей (млн) | Индекс оценки (из 100) | Дата выхода в эфир        |
| ------------- | ---------------------- | -------------------------------------------------------------------------------------- | ------------------ | ------------------- | ------------------------- | -------------- | ---------------------- | ------------------------- |
| 305           | 1                      | «Космические малыши» «Space Babies»                                                    | 46 минут           | Джули Энн Робинсон  | Расселл Ти Дейвис         | 4,01           | 75                     | 11 мая 2024               |
| 306           | 2                      | «Дьявольский аккорд» «The Devil's Chord»                                               | 50 минут           | Бен Чесселл         | Расселл Ти Дейвис         | 3,91           | 77                     | 11 мая 2024               |
| 307           | 3                      | «Бум» «Boom»                                                                           | 45 минут           | Джули Энн Робинсон  | Стивен Моффат             | 3,58           | 78                     | 18 мая 2024               |
| 308           | 4                      | «73 ярда» «73 Yards»                                                                   | 47 минут           | Дилан Холмс Уильямс | Расселл Ти Дейвис         | 4,06           | 77                     | 25 мая 2024               |
| 309           | 5                      | «Точка и пузырь» «Dot and Bubble»                                                      | 44 минуты          | Дилан Холмс Уильямс | Расселл Ти Дейвис         | 3,38           | 77                     | 1 июня 2024               |
| 310           | 6                      | «Плут» «Rogue»                                                                         | 45 минут           | Бен Чесселл         | Кейт Херрон Бриони Редман | 3,52           | 77                     | 8 июня 2024               |
| 311           | 78                     | «Легенда о Руби Сандей» «Империя смерти» «The Legend of Ruby Sunday» «Empire of Death» | 45 минут 54 минуты | Джейми Донохью      | Расселл Ти Дейвис         | 3,5 3,69       | 81 80                  | 15 июня 2024 22 июня 2024 |

### Специальный рождественский выпуск (2024)
| Номер истории | Номер эпизода в сезоне | Название эпизода                  | Длина эпизода | Режиссёр             | Сценарист     | Зрителей (млн) | Индекс оценки (из 100) | Дата выхода в эфир |
| ------------- | ---------------------- | --------------------------------- | ------------- | -------------------- | ------------- | -------------- | ---------------------- | ------------------ |
| 312           | —                      | «Радуйся, мир» «Joy to the World» | 55 минут      | Алекс Санджив Пиллай | Стивен Моффат | 5,91           | 76                     | 25 декабря 2024    |

### Сезон 15 (2025)
В роли новой спутницы Белинды Чандры появилась актриса Варада Сету. Милли Гибсон вновь исполнила роль Руби Сандей из предыдущего сезона.
| Номер истории | Номер эпизода в сезоне | Название эпизода                                                | Длина эпизода      | Режиссёр             | Сценарист                              | Зрителей (млн) | Дата выхода в эфир      |
| ------------- | ---------------------- | --------------------------------------------------------------- | ------------------ | -------------------- | -------------------------------------- | -------------- | ----------------------- |
| 313           | 1                      | «Революция роботов» «The Robot Revolution»                      | 46 минут           | Питер Хоар           | Расселл Ти Дейвис                      | 3,57           | 12 апреля 2025          |
| 314           | 2                      | «Люкс» «Lux»                                                    | 44 минуты          | Аманда Бротчи        | Расселл Ти Дейвис                      | 3,01           | 19 апреля 2025          |
| 315           | 3                      | «Колодец» «The Well»                                            | 48 минут           | Аманда Бротчи        | Расселл Ти Дейвис Шарма Энджел-Уолфолл | 3,23           | 26 апреля 2025          |
| 316           | 4                      | «Счастливый день» «Lucky Day»                                   | 46 минут           | Питер Хоар           | Пит Мактай                             | 2,8            | 3 мая 2025              |
| 317           | 5                      | «История и двигатель» «The Story & the Engine»                  | 47 минут           | Макалла Макферсон    | Инуа Элламс                            | 2,7            | 10 мая 2025             |
| 318           | 6                      | «Межзвёздный конкурс песни» «The Interstellar Song Contest»     | 47 минут           | Бен А. Уильямс       | Джуно Доусон                           | 3,75           | 17 мая 2025             |
| 319           | 78                     | «Мир желаний» «Война реальности» «Wish World» «The Reality War» | 44 минуты 67 минут | Алекс Санджив Пиллай | Расселл Ти Дейвис                      | 2,86 3,44      | 24 мая 2025 31 мая 2025 |